# Lope de Vega

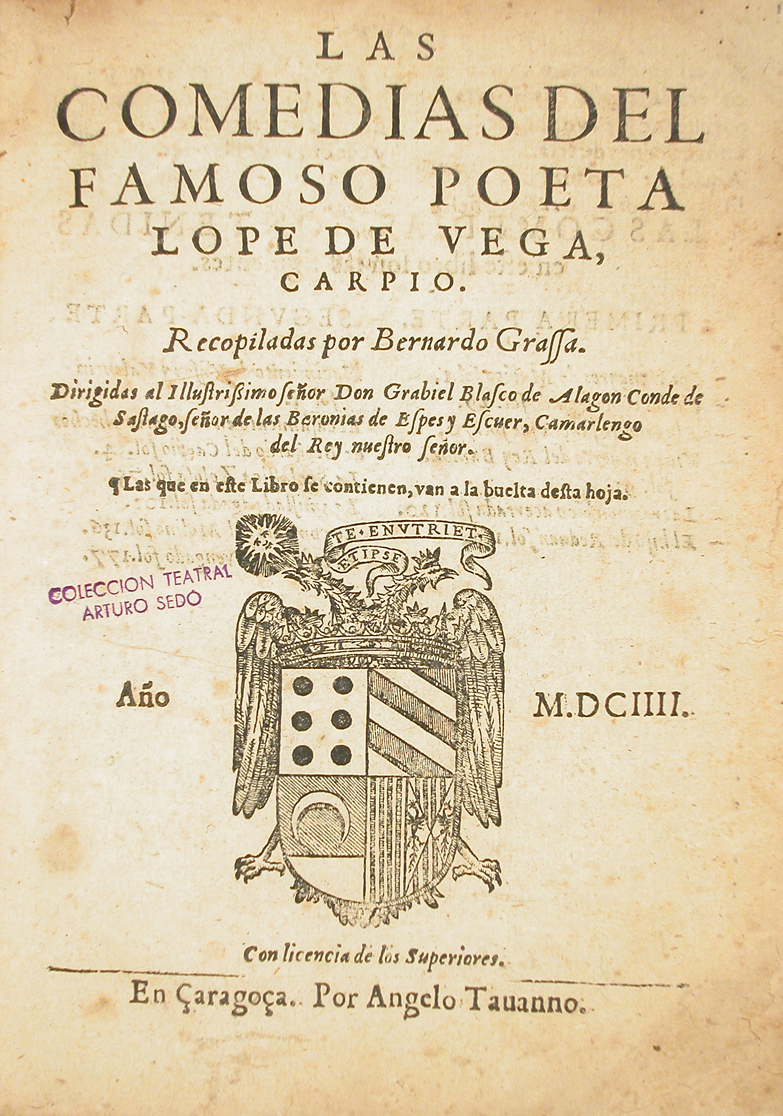
Portada de Las comedias del famoso poeta Lope de Vega Carpio, recopiladas por Bernardo Grassa, 1604.

Lope de Vega Carpio (Madrid, 25 de noviembre de 1562-Madrid, 27 de agosto de 1635) fue uno de los poetas y dramaturgos más importantes del Siglo de Oro español y, por la extensión de su obra, uno de los autores más prolíficos de la literatura universal. 
El llamado Fénix de los ingenios y Monstruo de Naturaleza (por Miguel de Cervantes) renovó las fórmulas del teatro español en un momento en el que el teatro comenzaba a ser un fenómeno cultural de masas. Máximo exponente, junto a Tirso de Molina y Calderón de la Barca, del teatro barroco español, sus obras siguen representándose en la actualidad y constituyen una de las cotas más altas alcanzadas en la literatura y las artes españolas. Fue también uno de los grandes líricos de la lengua castellana y autor de varias novelas y obras narrativas largas en prosa y en verso.
Se le atribuyen unos 3000 sonetos, cinco novelas, cuatro novelas cortas, nueve epopeyas, tres poemas didácticos y varios centenares de comedias (1800 según Juan Pérez de Montalbán). Amigo de Francisco de Quevedo y de Juan Ruiz de Alarcón, enemistado con Luis de Góngora y en larga rivalidad con Cervantes, su vida fue tan extrema como su obra. Fue padre de la también dramaturga sor Marcela de San Félix.

## Biografía

### Juventud

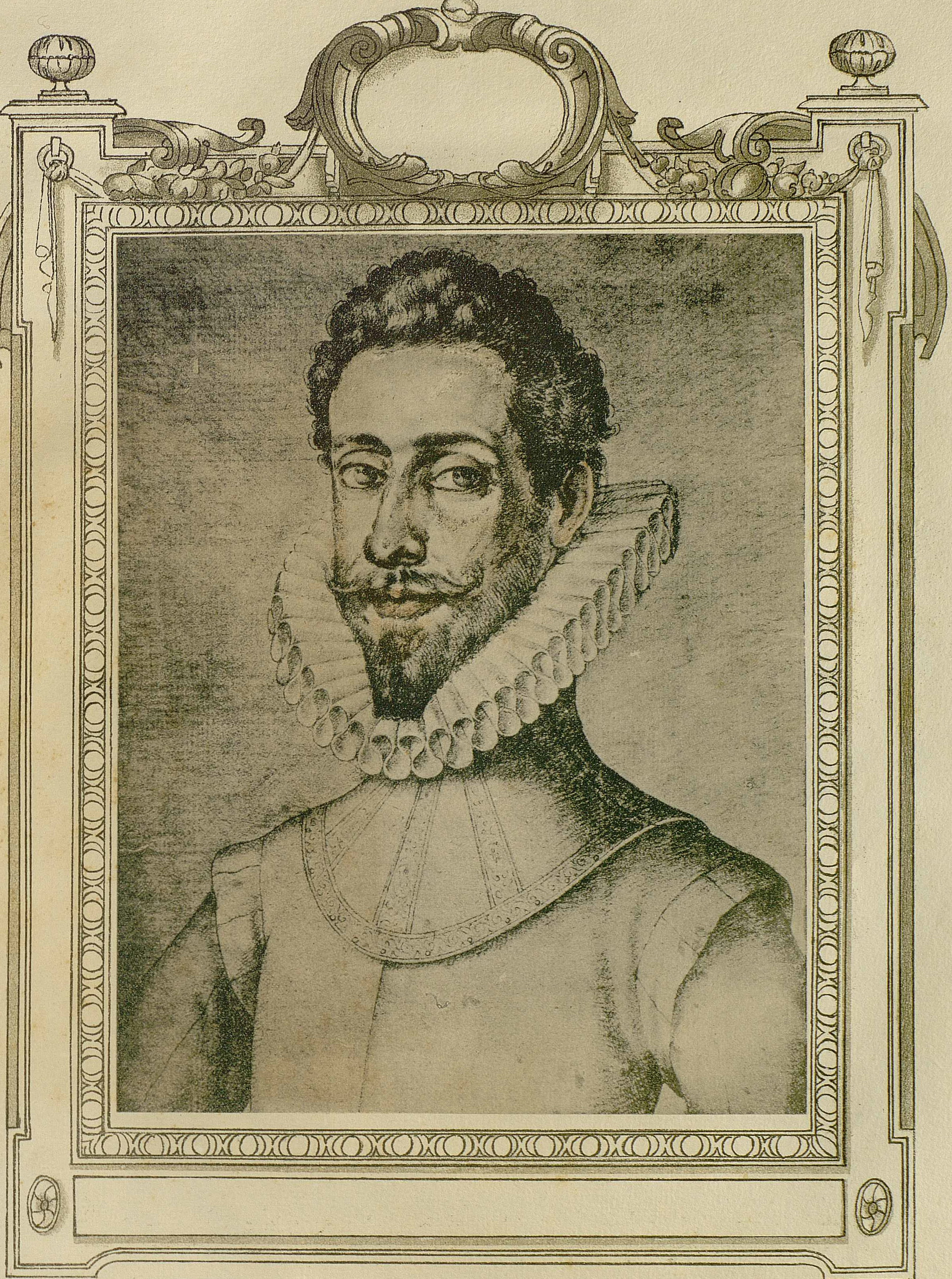
Lope de Vega por Francisco Pacheco. Libro de descripción de verdaderos retratos de ilustres y memorables varones, Madrid, Biblioteca de la Fundación Lázaro Galdiano.

Lope de Vega Carpio, oriundo de familia hidalga, aunque humilde, con solar, a decir del propio Lope, en la Vega de Carriedo, hoy Vega de Villafufre, Cantabria, era hijo de Félix o Felices de Vega Carpio, bordador de profesión, fallecido en 1578, y de Francisca Fernández Flórez, que le sobrevivió once años. No hay datos precisos sobre su madre. Se sabe, en cambio, que tras una breve estancia en Valladolid, su padre se mudó a Madrid en 1561, atraído quizá por las posibilidades de la recién estrenada capitalidad de la Villa y Corte. Sin embargo, Lope de Vega afirmaría más tarde que su padre llegó a Madrid por una aventura amorosa de la que le rescataría su futura madre. Así, el escritor sería fruto de la reconciliación, y debería su existencia a los mismos celos que tanto analizaría en su obra dramática.
Fue bautizado con el nombre de Lope, hijo de Félix de Vega y de Francisca su mujer, en la parroquia de San Miguel de los Octoes el 6 de diciembre de 1562. Lope tuvo cuatro hermanos: Francisco, Juliana, Luisa y Juan. Pasó una parte de su infancia en casa de su tío abuelo paterno, don Miguel de Carpio, Inquisidor de Sevilla.
Niño muy precoz, leía latín y castellano ya a los cinco años. A la misma edad compone versos. En su Fama póstuma..., su amigo Juan Pérez de Montalbán describe así esos primeros tiempos:

Iba a la escuela, excediendo conocidamente a los demás en la cólera de estudiar las primeras letras; y como no podía, por la edad, formar las palabras, repetía la lición más con el ademán que con la lengua. De cinco años leía en romance y en latín; y era tanta su inclinación a los versos, que mientras no supo escribir repartía su almuerzo con los otros mayores porque le escribiesen lo que él dictaba. Pasó después a los estudios de la Compañía, donde en dos años se hizo dueño de la Gramática y la Retórica, y antes de cumplir doce tenía todas las gracias que permite la juventud curiosa de los mozos, como es danzar, cantar y traer bien la espada, etc.

Estudió en el prestigioso Colegio imperial de los jesuitas, entonces llamados impropiamente teatinos. Siempre según el testimonio del propio Lope, a los doce escribe comedias («Yo las componía de once y doce años / de a cuatro actos y de a cuatro pliegos / porque cada acto un pliego contenía»). Es posible que su primera comedia fuese, como el mismo Lope afirmaría en la dedicatoria de la obra a su hijo Lope, El verdadero amante, aunque probablemente el texto que hoy conocemos de esta comedia sufrió modificaciones posteriores a la fecha de la primera redacción. Esta tremenda facilidad para la escritura él la atribuía a un don natural. Y así, por boca de Belardo, cuando le piden unos sonetos para el rey en El animal de Hungría y le preguntan cuánto tiempo se va a tomar, escribe:

Dentro de un hora. / —¿Un hora? —Y menos, y agora. / —Callad, que no puede ser, / que a muchos oigo decir / que los que componen sudan, / gruñen, gimen y trasudan / como quien quiere parir... / —Fáltalos el natural / que da el cielo a quien él quiere.

Su gran talento le lleva a la escuela del poeta y músico Vicente Espinel, en Madrid, a quien siempre citó con veneración (le dedicó su comedia El caballero de Illescas, c. 1602). Así el soneto: Aquesta pluma, célebre maestro / que me pusisteis en las manos, cuando / los primeros caracteres firmando / estaba, temeroso y poco diestro... Mientras estudia hacia 1573 en el colegio de los teatinos, traduce en verso castellano el poema de Claudiano De raptu Proserpinae, que dedicó al futuro cardenal proespañol Ascanio Colonna en 1577; pero se ha perdido. El mismo Lope no lo consideraba digno de publicar: Vive sin luz, por ser en tierna infancia. Después continuó su formación con los jesuitas (1574):

Los cartapacios de las liciones me servían de borradores para mis pensamientos, y muchas veces las escribía en versos latinos o castellanos. Comencé a juntar libros de todas letras y lenguas, que, después de los principios de la griega y ejercicio grande de la latina, supe bien la toscana y de la francesa tuve noticia... (La Dorotea, IV).

Cursa después cuatro años (1577-1581) en el Colegio de los Manriques de la Universidad de Alcalá, pero no logra ningún título. Quizá su conducta desordenada y mujeriega (ya en 1580 el estudiante Lope se hallaba amancebado con María de Aragón, la Marfisa de sus versos, de la que tuvo al año siguiente a su primera hija, Manuela) de un huérfano de padre le hace poco apto para el sacerdocio. Muchos de los personajes de sus primeras comedias son auténticos libertinos. Él mismo, por boca de Belardo, se pinta así:

Si lisonjeo la hermosa / la vendo como el amigo, / y en lo mismo que la digo / estoy sintiendo otra cosa. / Solicito que me quiera; / y, si la vengo a alcanzar, / ya tengo lleno el lugar / de que es muy necia y muy fiera...

Sus altos protectores dejan de costearle los estudios. Así, Lope no consigue el grado de bachiller y para ganarse la vida tiene que trabajar como secretario de aristócratas y prohombres, o escribiendo comedias y piezas de circunstancias. En 1583 se alista en la marina y pelea en la batalla de la Isla Terceira a las órdenes de su futuro amigo Álvaro de Bazán, I.ermarqués de Santa Cruz. Tiempo después dedicaría una comedia al hijo del marqués.

### Destierro

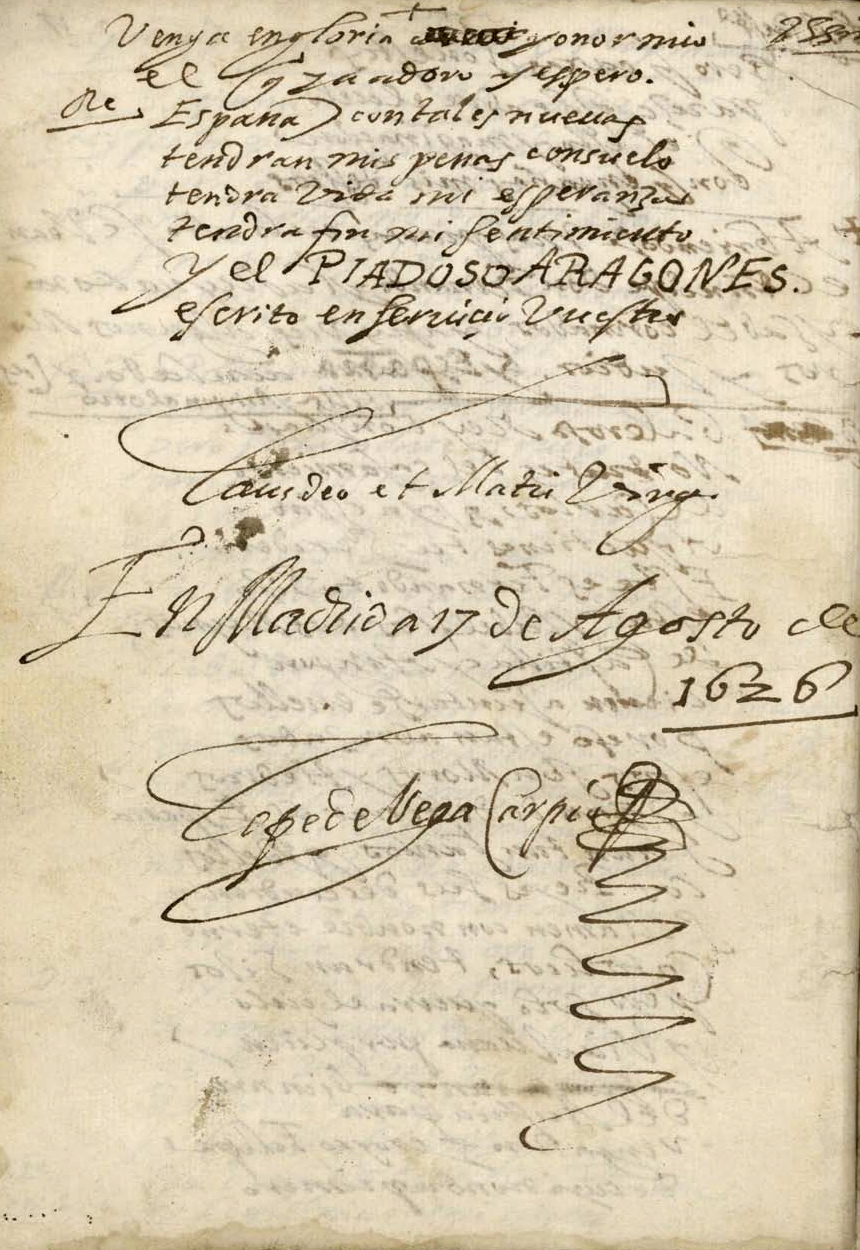
Colofón de El piadoso aragonés, manuscrito autógrafo, fechado y firmado por Lope de Vega en Madrid a 17 de agosto de 1626.

Estudió por entonces (quizá 1586) artes liberales con el maestro Juan de Córdoba y matemáticas y astrología en la Academia Real con Juan Bautista Labaña, cosmógrafo mayor de Felipe II, y sirvió de secretario a Pedro Esteban Dávila y Enríquez, marqués de las Navas; pero de todas estas ocupaciones le distraían las continuas relaciones amorosas. Elena Osorio, a la que conoció en 1583, fue su primer gran amor, la «Filis» de sus versos, separada entonces de su marido, el actor Cristóbal Calderón; Lope estuvo cuatro años con ella y pagaba sus favores con comedias para la compañía del padre de su amada, el empresario teatral o autor Jerónimo Velázquez. En 1587 Elena aceptó, por conveniencia, entablar una relación con el noble Francisco Perrenot Granvela, sobrino del poderoso cardenal Granvela. Un despechado Lope de Vega hizo entonces circular contra ella y su familia unos libelos, entre ellos uno en latín macarrónico, In doctorum Damianum Velazquez Satira Prima, que no se ha conservado:
Una dama se vende a quien la quiera.
En almoneda está. ¿Quieren comprarla?
Su padre es quien la vende, que aunque calla,
su madre la sirvió de pregonera...
Denunció la situación en su comedia Belardo furioso y en una serie de sonetos y romances pastoriles y moriscos. Tuvo un proceso judicial y acabó en la Cárcel Real de Segovia por difamar a Elena. Reincidió y un segundo proceso judicial fue más tajante: lo desterraron ocho años de la Corte y dos del reino de Castilla, con amenaza de pena de muerte si desobedecía la sentencia. Lope de Vega se vengó pasando a vender sus comedias al empresario Porres y recordaría años más tarde sus amores con Elena Osorio en su novela dialogada («acción en prosa» la llamó él) La Dorotea. Sin embargo, por entonces ya se había enamorado de Isabel de Alderete y Urbina, hija del pintor del rey Diego de Urbina, con quien se casó el 10 de mayo de 1588 tras raptarla con su consentimiento. En sus versos la llamó con el anagrama «Belisa».
El 29 de mayo del mismo año intentó reanudar su carrera militar marchando a Lisboa con su amigo Claudio Conde, alistándose en la Gran Armada, en el galeón San Juan; su intención era, al menos, que por eso le rebajaran la condena, según documentos recientes han desvelado. Por entonces escribió un poema épico en octavas reales al modo de Ludovico Ariosto, La hermosura de Angélica, que pasó inadvertido. Es probable que su enrolamiento en la marina movilizada para el asalto de Inglaterra fuese la condición impuesta por los parientes de Isabel de Urbina, deseosos de perder de vista a un yerno tan poco presentable, para perdonarle el rapto de la joven. Aludirá precisamente a su viaje a Inglaterra cuando, por boca de Belardo, se queje de no haber ido todavía a ver el monasterio de San Lorenzo de El Escorial, pese a haber viajado tan lejos:

Nací / en Madrid, y confiado / en estar tan cerca, he estado / sin verla hasta agora, y fui / dos mil leguas una vez / solo a ver Inglaterra...

El motivo de esta partida sin embargo parece bastante complejo. En su Arcadia incluyó al respecto unos versos que declaraban una imagen de España que nunca volvió a repetir, sin embargo: un país amado pero esencialmente envidioso e ingrato:

¡Ay, dulce y cara España, / madrastra de tus hijos verdaderos / y, con piedad extraña, / piadosa madre y huésped de extranjeros! / Envidia en ti me mata, / que toda patria suele ser ingrata. / Pero, porque es mi gloria / vengar mis enemigos con mi ausencia, / tendré por más victoria / igualar con su envidia mi paciencia / que no sufrir la furia / del que a sí no se ve y al otro injuria... / Yo parto a ser ejemplo / de vanas esperanzas y favores, / porque ya me contemplo / fuera de sus envidias y temores, / donde acabe mi vida / pobre, envidiada, triste y perseguida (BAE, XXXVIII, 65 a)

En diciembre de 1588 volvió en el navío San Juan después de la derrota de la Gran Armada y se dirigió a Valencia, de nuevo con su amigo y casi hermano Claudio Conde, tras quebrantar la condena pasando por Toledo. Con Isabel de Urbina vivió en Valencia y allí siguió perfeccionando su fórmula dramática, asistiendo a las representaciones de una serie de ingenios que más adelante formarían la llamada Academia de los nocturnos, como el canónigo Francisco Agustín Tárrega, el secretario del duque de Gandía Gaspar de Aguilar, Guillén de Castro, Carlos Boil y Ricardo de Turia. Aprendió a desobedecer la unidad de acción narrando dos historias en vez de una en la misma obra, el llamado imbroglio o embrollo italiano. Claudio Conde fue a parar a la cárcel de las Torres de Serranos, pero Lope lo sacó de allí.
Tras cumplir los dos años de destierro del reino, Lope de Vega se trasladó a Toledo en 1590 Isabel de Urbina, la “Belisa” de alguno de sus poemas y la heroína de Las bizarrías de Belisa era menor de edad cuando casó con Lope. La familia de la joven, de elevada posición social, rechazaba este enlace matrimonial, motivada en gran parte por la condena al destierro contra Lope a causa de las injurias contra el comediante Jerónimo Velázquez y su familia. Los amantes organizaron el rapto de la novia y, ante el hecho consumado, los Urbina acabaron aceptando unas nupcias por poderes a causa del destierro. Tras dos años en Valencia y a ocho de cumplir por completo la sentencia, Lope decide instalarse en la calle de la Sierpe en Toledo, tan cerca de Madrid que pudiera seguir en contacto con el centro de la monarquía sin vulnerar la distancia (“a cinco leguas de la corte”) establecida en la sentencia”. Y allí sirvió a Francisco de Ribera Barroso, más tarde segundo marqués de Malpica y, algún tiempo después, al quinto duque de Alba, Antonio Álvarez de Toledo y Beaumont. Para esto se incorporó como gentilhombre de cámara a la corte ducal de Alba de Tormes, donde vivió entre 1592 y 1595. En este lugar leyó el teatro de Juan del Encina, del que tomó el personaje del gracioso o figura del donaire, un personaje de plebeyo bajo el cual actuaba un actor cómico profesional, oficiando de contraste al plano serio de los personajes nobles, perfeccionando aún más su fórmula dramática. Amistó allí con otro gran poeta que servía al Duque, el toledano Pedro Liñán de Riaza (1588-1607). Cerca de Alba de Tormes estaba además el Castillo del Carpio, que le sirvió para fantasear sobre un posible origen caballeresco de su apellido, emparentable con el del héroe Bernardo del Carpio, al que dedicó tres comedias. En el otoño de 1594 murió Isabel de Urbina de sobreparto o puerperio. Escribió por entonces su novela pastoril La Arcadia, donde introdujo numerosos poemas y un grabado que representaba el escudo de Bernardo del Carpio: diecinueve torres. Este alarde causó las burlas de Luis de Góngora, quien le dedicó un soneto:

Por mi vida, Lopillo, que me borres / las diecinueve torres del escudo / porque, aunque todas son de viento, dudo / que tengas viento para tantas torres...

Este blasón se tenía como propio del linaje de Bernardo del Carpio porque se podía contemplar en un relieve del sepulcro de Pedro Bernardo del Carpio (1135), tenido como descendiente del legendario héroe, en la antigua iglesia de San Martín de Salamanca.

### Vuelta a Castilla
En diciembre de 1595 cumplió los ocho años de destierro de la Corte y regresó a Madrid. Al siguiente año, allí mismo, fue procesado por amancebamiento con la actriz viuda Antonia Trillo. En 1598 se casó con Juana de Guardo, hija de un adinerado abastecedor de carne de la Corte, lo que motivó las burlas de diversos ingenios (Luis de Góngora, por ejemplo), ya que al parecer era una mujer vulgar y todos pensaban que Lope se había casado por dinero, ya que no era amor precisamente lo que le faltaba. Se establece en Toledo por segunda vez, desde agosto de 1604 a 1610, con su mujer y su amante  Micaela de Luján e hijos. Con su mujer legítima habita una casa «del callejón del barrio de San Justo» (hoy calle de Juan Guas). Se desconoce el inmueble exacto de la casa habitada por Lope y Juana Guardo en la calle de Juan Guas, si bien el documento de alquiler informa que pertenecía a su amigo, el escritor Gaspar de Vargas. Lope dejó anotado que era tan alta “que me ha hecho pensar que desde aquí con menos trabajo se puede llegar al cielo”, algo que concuerda con la altura de algunas estas viviendas que permiten cierta sensación aérea desde sus ventanales. En septiembre de 1610, el matrimonio abandona este domicilio y se trasladan a Madrid, donde tres años antes Lope ya había alquilado una casa con Micaela Luján. Jocosamente, Lope culpa de su marcha al sacristán de la Iglesia de los santos Justo y Pastor (“San Yuste”), porque, al parecer, le molestaba el toque de campanas tan próximas a su vivienda. Así lo indica en epístola dirigida a su amigo toledano el doctor en Derecho Gregorio de Ángulo:

“Mil años guarde Dios la Peralera, / que a no haber sacristanes en San Yuste, / nunca Madrid en su rincón me viera”.

La “Peralera” (actual “Peraleda”) es una finca colindante con el cigarral de Buenavista, separada por un tramo del río Tajo, que seguramente constituyó un escenario de gratos paseos entre los integrantes de la academia literaria de Buenavista, de la que el escritor formaba parte durante sus estancias toledanas. Simultáneamente, a su amante le alquila una vivienda en el cercano barrio de San Lorenzo de la  Ciudad Imperial. Hasta cinco hijos llegó a tener Lope con la actriz manchega Micaela de Luján (Angelilla, Mariana, Félix, Marcela y Lope-Félix). La «Celia» o «Camila Lucinda» de sus versos era una mujer bella, pero inculta y casada, con la cual mantuvo relaciones hasta 1608, en que se pierde su rastro literario y biográfico. Fue única entre las amantes mayores del Fénix cuya separación no dejó huella en su obra. En 1606 su mujer Juana Guardo dio a luz a Carlos Félix, un hijo muy querido de Lope.
En Toledo contó con numerosos amigos, como el poeta Baltasar Elisio de Medinilla, a quien dedicó su comedia Santiago el Verde, de en torno a 1615 (Lope lloró en verso su asesinato accidental en 1620). Volvió a trabajar como secretario personal de Pedro Fernández de Castro y Andrade, en aquel momento IV marqués de Sarria y futuro VII conde de Lemos, al que escribió en una epístola: «Yo, que tantas veces a sus pies, cual perro fiel, he dormido».

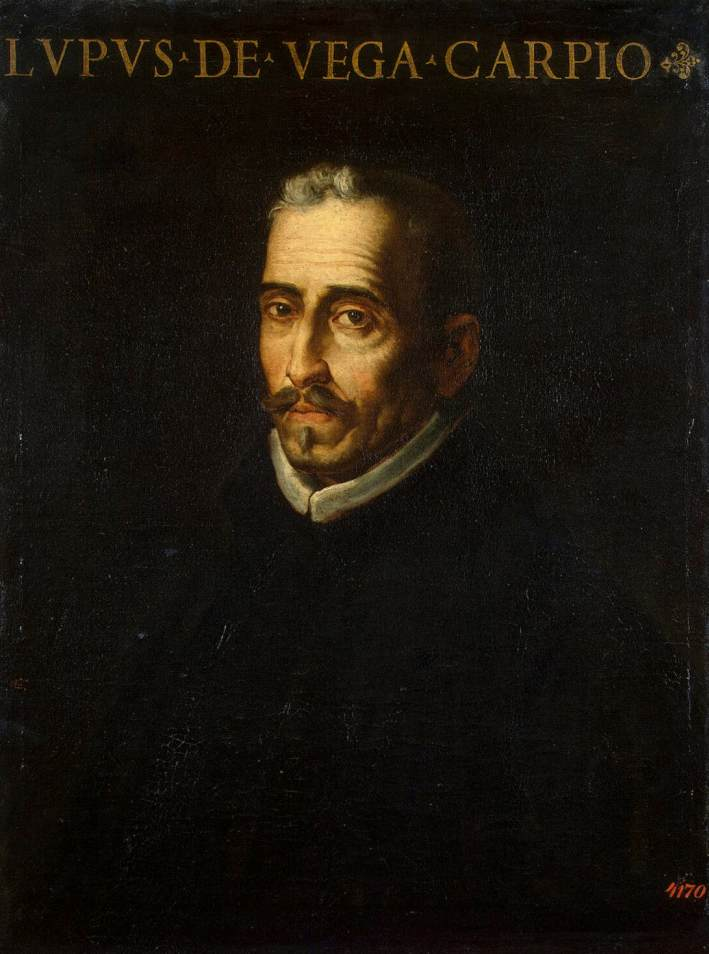
Retrato de Lope de Vega obra de Luis Tristán (1614). Museo del Hermitage, San Petersburgo.

Durante bastantes años Lope se dividió entre los dos hogares y un número indeterminado de amantes, muchas de ellas actrices, entre otras Jerónima de Burgos, como da fe el proceso legal que se le abrió por andar amancebado en 1596 con Antonia Trillo; también se conoce el nombre de otra amante, María de Aragón. Para sostener este tren de vida y sustentar tantas relaciones e hijos legítimos e ilegítimos, Lope de Vega hizo gala de una firmeza de voluntad poco común y tuvo que trabajar muchísimo, prodigando una obra torrencial consistente, sobre todo, en poesía lírica y comedias, impresas estas muchas veces sin su venia, deturpadas y sin corregir.
A los treinta y ocho años pudo al fin corregir y editar parte de su obra sin los errores de otros. Como primer escritor profesional de la literatura española, pleiteó para conseguir derechos de autor sobre quienes imprimían sus comedias sin su permiso. Consiguió, al menos, el derecho a la corrección de su propia obra.
En 1602 realizó un viaje a Sevilla, donde había vivido su tío don Miguel del Carpio, hermano de su
madre y temido inquisidor en Sevilla, con quien se educó en su infancia, cuando tenía a lo sumo ocho o nueve años. Conoció al poeta clasicista Juan de Arguijo, noble y músico que desempeñaba el cargo de veinticuatro y fue su anfitrión y mecenas, incluyéndolo en la tertulia que reunía en su casa, y desde allí visitó Granada en una o dos ocasiones. En el transcurso de este último viaje se detuvo en Antequera, donde fue atendido y festejado por el poeta Luis Martín de la Plaza, quien compuso para la ocasión dos sonetos. Comprobado está también que conoció en Sevilla al poeta Antonio Ortiz Melgarejo y al gran y ya famoso novelista Mateo Alemán. En Sevilla culminó Lope La hermosura de Angélica, impresa en Madrid en 1602 en el mismo volumen en el que se incluían las tres partes de sus celebradas Rimas, abiertamente manieristas, que incluye entre sus doscientos sonetos un grupo que forma un cancionero petrarquista consagrado a Lucinda; también están dedicadas al propio Arguijo.
En 1605 entró al servicio de Luis Fernández de Córdoba y de Aragón, sexto duque de Sessa. Esta relación lo atormentaría más tarde, cuando tomó las órdenes sagradas y el noble continuaba utilizándolo como secretario y alcahuete, de forma que incluso su confesor llegaría a negarle la absolución. Esto se comprueba por el caudaloso epistolario que intercambió con el duque, que se ha editado modernamente.
En 1609 leyó y publicó su Arte nuevo de hacer comedias, obra teórica de carácter capital, contraria a los preceptos neoaristotélicos, e ingresó en la Cofradía de Esclavos del Santísimo Sacramento en el Oratorio del Cristo del Olivar, a la que pertenecían casi todos los escritores relevantes de Madrid. Entre ellos estaban Francisco de Quevedo, que era amigo personal de Lope, y Miguel de Cervantes. Con este último tuvo unas relaciones tirantes a causa de las alusiones antilopescas de la primera parte del Don Quijote (1605).

### Sacerdocio

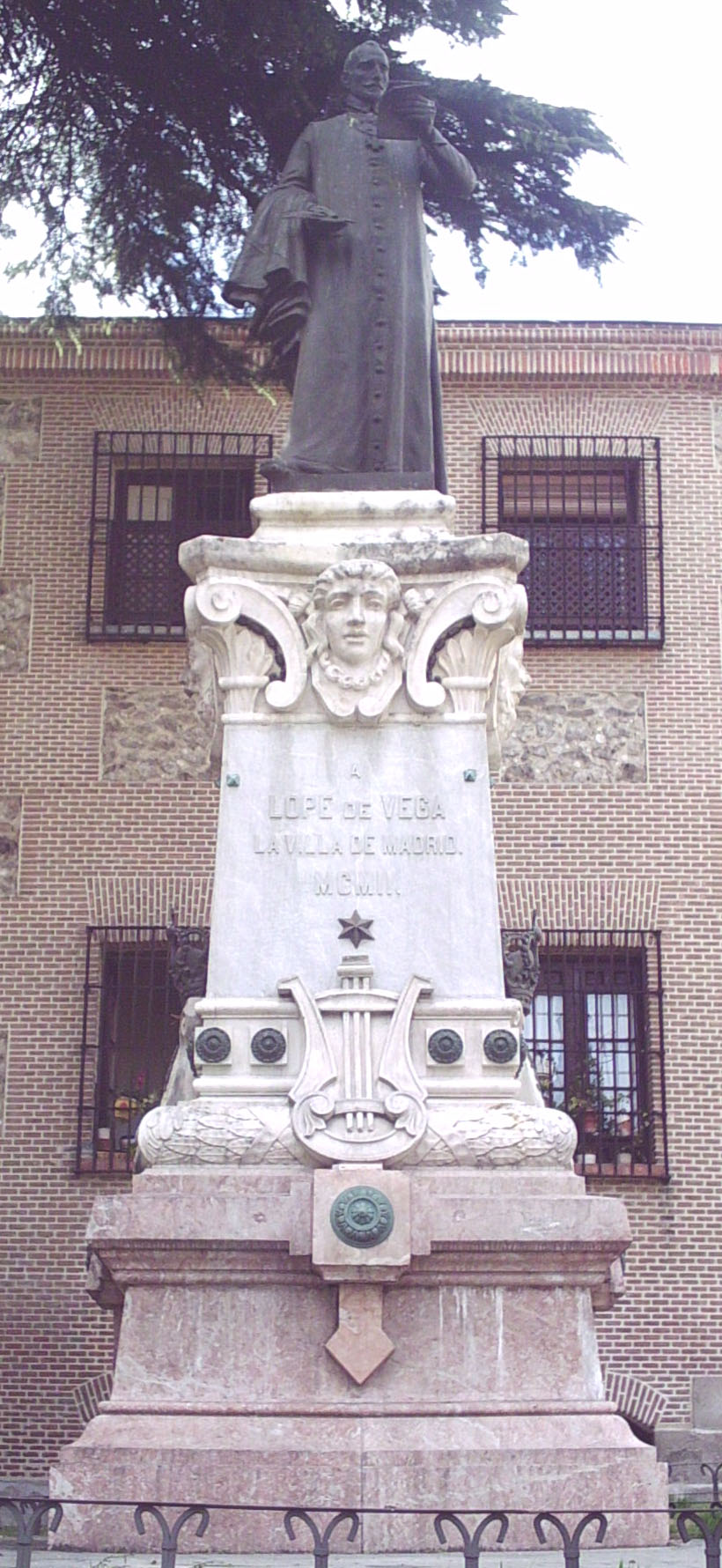
Monumento a Lope, tocado con sotana, en Madrid (J. López Sallaberry y M. Inurria, 1902).

La época que auspició la ordenación sacerdotal de Lope de Vega fue de una profunda crisis existencial, impulsada quizá por la muerte de parientes próximos. A esta inspiración responden sus Rimas sacras y las numerosas obras devotas que empezó a componer, así como el tono meditativo y filosófico que asoma en sus últimos versos. La noche del 19 de diciembre de 1611 el escritor fue víctima de un intento de asesinato del que pudo escapar apenas.Fue nombrado familiar del Santo Oficio en 1612,dicho cargo  era el nivel más bajo dentro de la Inquisición. Juana de Guardo sufría frecuentes enfermedades y en 1612 Carlos Félix murió de fiebres. El 13 de agosto del año siguiente, falleció Juana de Guardo, al dar a luz a Feliciana. Tantas desgracias afectaron emocionalmente a Lope, y el 24 de mayo de 1614 decidió al fin ser ordenado sacerdote.Lope es ordenado sacerdote en su diócesis de Toledo y como primera providencia, el auxiliar del cardenal, obispo titular de Troya, le manda que se rape el bigote y la perilla, pues su uso va en contra de las sinodales. Su respuesta es famosa: “De Troya tenía que venir lo que aplacase mis incendios”. Mientras espera su ordenación se hospeda en casa de su examante, Jerónima de Burgos, y como sigue ejerciendo de alcahuete en la correspondencia amorosa de su protector, el duque de Sessa, su confesor le niega la absolución tras haberse ordenado sacerdote, pero el cardenal Bernardo de Sandoval y Rojas, mucho más condescendiente, le nombra vocal del tribunal que llevaba el proceso de beatificación de Teresa de Jesús, y dos años más tarde vuelve a nombrarle procurador fiscal de la Cámara Apostólica del Arzobispado de Toledo, basándose en “sus dotes de sabiduría, la rectitud de su proceder y la buena fama en las letras tanto divinas como humanas”. Por el contrario, el sucesor de Sandoval y Rojas, el cardenal infante don Fernando de Austria (hijo de Felipe III), no tardará en cesarle a causa de sus debilidades de conducta. En su epistolario muestra Lope las dudas que alberga en esta época sobre la orientación que ha de dar a su vida, llegando a conclusiones inquietantes: «Yo he nacido en dos extremos, que son amar y aborrecer; no he tenido medio jamás... Yo estoy perdido, si en mi vida lo estuve, por alma y cuerpo de mujer, y Dios sabe con qué sentimiento mío, porque no sé cómo ha de ser ni durar esto, ni vivir sin gozarlo...» (1616). Sin embargo, el sacerdocio le abrió el grifo de los beneficios eclesiásticos: por medio del duque de Sessa consiguió una «prestamera» en la diócesis de Córdoba y en 1615 solicitó una capellanía que instituyó en Ávila su antiguo protector Jerónimo Manrique. En octubre de ese mismo año acompañó a su señor en la comitiva que acudió a Irún con la infanta Ana de Austria y dio escolta de honor hasta Madrid a Isabel de Borbón, futura esposa de Felipe IV; pero el duque le pedía a Lope en correspondencia que le siguiera sirviendo de alcahuete, y eso rompía la conciencia del ahora sacerdote. Sin embargo, algunas mujeres implicadas en los trapicheos de Lope no dejaban de escandalizar al vecindario toledano.
La expresión literaria de esta crisis y sus arrepentimientos son las Rimas sacras, publicadas en 1614; allí dice: «Si el cuerpo quiere ser tierra en la tierra / el alma quiere ser cielo en el cielo», dualismo irredento que constituye toda su esencia. Las Rimas sacras constituyen un libro a la vez introspectivo en los sonetos (utiliza la técnica de los ejercicios espirituales que aprendió en sus estudios con los jesuitas) como devoto por los poemas dedicados a diversos santos o inspirados en la iconografía sacra, entonces en pleno despliegue gracias a las recomendaciones emanadas del Concilio de Trento. Le sorprendió entonces la revolución estética provocada por las Soledades (1613) de Luis de Góngora y, si bien incrementó la tensión estética de su verso y empezaron a aparecer bimembraciones al final de sus estrofas, tomó distancia del culteranismo extremo y siguió cultivando su característica mezcla de conceptismo, culto casticismo castellano y elegancia italiana. Además, zahirió la nueva estética y se burló de ella cuando tuvo ocasión. Góngora reaccionó con sátiras a esta hostilidad, que el Fénix planteaba siempre de forma indirecta, aprovechando cualquier rincón de sus comedias para atacar, más que a Góngora mismo, a sus discípulos, modo inteligente de enfrentarse a la nueva estética y que tiene que ver con su famosa concepción de la sátira: «Pique sin odio, que si acaso infama / ni espere gloria ni pretenda fama». De todas formas, intentó congraciarse ambiguamente con el ingenio cordobés dedicándole su comedia Amor secreto hasta celos (1614), de título bien significativo. Por otra parte tuvo que luchar con los desprecios de los preceptistas aristotélicos que vituperaban su fórmula dramática como contraria a las tres unidades de acción, lugar y tiempo: los poetas Cristóbal de Mesa y Cristóbal Suárez de Figueroa y, sobre todo, Pedro Torres Rámila autor de una Spongia (1617), libelo destinado a denigrar no solo el teatro de Lope, sino también toda su obra narrativa, épica y lírica. 
Contra este folleto respondieron furiosamente los amigos humanistas de Lope, encabezados por Francisco López de Aguilar, que redactó por junio de 1618 una Expostulatio Spongiae a Petro Hurriano Ramila nuper evulgatae. Pro Lupo a Vega Carpio, Poetarum Hispaniae Principe. La obra contenía elogios a Lope de nada menos que Tomás Tamayo de Vargas, Vicente Mariner, Luis Tribaldos de Toledo, Pedro de Padilla, Juan Luis de la Cerda, Hortensio Félix Paravicino, Bartolomé Jiménez Patón, Francisco de Quevedo, el conde de Salinas, y Vicente Espinel, entre otros menos conocidos. Animado por estos apoyos, Lope, aunque asediado por las críticas de culteranos y aristotélicos, prosigue con sus intentos épicos. Tras el Polifemo de Góngora, ensaya la fábula mitológica extensa con cuatro poemas: La Filomena (1621; donde ataca a Torres Rámila), La Andrómeda (1621), La Circe (1624) y La rosa blanca (1624; blasón de la hija del conde-duque, cuyo complicado origen mítico expone). Vuelve a la épica histórica con La corona trágica (1627, en 600 octavas sobre la vida y muerte de María Estuardo).

### Últimos años

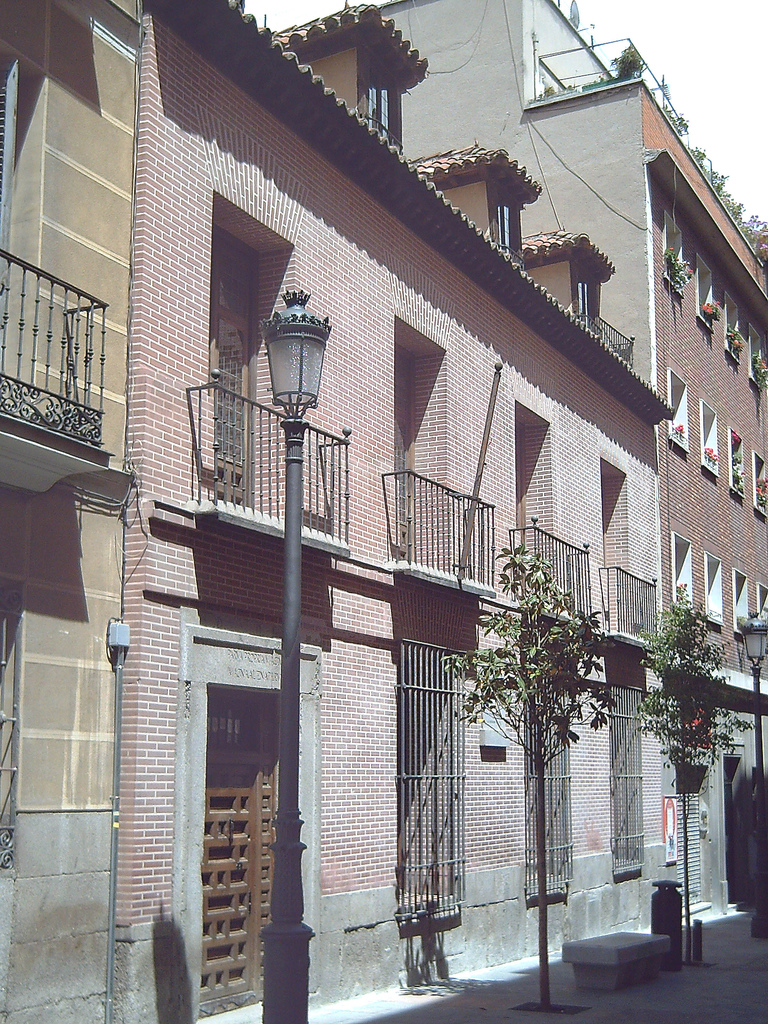
Casa madrileña en la que vivió Lope desde 1610 hasta su muerte (1635). En la actualidad es la Casa-Museo de Lope de Vega.

En sus últimos años de vida Lope de Vega se enamoró de una moza de veinticinco años, Marta de Nevares, casada a los trece, en lo que puede considerarse «sacrilegio» dada su condición de sacerdote; era una mujer muy bella, de pelo rizado y ojos verdes, diestra cantante y bailarina, como declara Lope en los poemas que le compuso llamándola «Amarilis», o «Marcia Leonarda» desde que en 1619 falleció su marido, como en las Novelas que le destinó. En esta época de su vida cultivó especialmente la poesía cómica y filosófica, desdoblándose en el poeta heterónimo burlesco Tomé de Burguillos y meditando serenamente sobre la vejez y su alocada juventud en romances como las famosas «barquillas».
En 1627 ingresó en la Orden de Malta, discutiéndose hasta la fecha si debió aportar una probanza de su nobleza por la rama paterna y se le eximió de los otros tres cuarteles preceptivos, o si fue exclusivamente a instancias del papa que el Gran Maestre le recibió en la Orden. Sea como fuere, esta pertenencia supuso un honor enorme para Lope, quien en su retrato más difundido viste precisamente el hábito de San Juan. El interés de Lope por las órdenes de caballería en general, y por la de Malta en particular, lo llevó a escribir entre 1596 y 1603 la pieza teatral El valor de Malta, ambientada en las luchas marítimas que la Orden mantuvo por todo el Mediterráneo con los turcos. Pero entre marzo y abril de 1628 enfermó tan gravemente que estuvo a las puertas de la muerte, como escribe al Duque de Sessa:

Ya tiene Vuestra Excelencia, gracias a Dios, a Lope de Vega, que hasta hoy no le tenía: así se dudó de mi vida. Truje en pie este negro mal, que negro debe ser, pues Vuestra Excelencia me receta negras, más de veinte días con grande trabajo y pena, tanto que entendí que me había vuelto don Juan de Alarcón; y al fin caí en la cama, hoy hace dieciocho días, de una hinchazón tan dolorosa, que me encendía en terribles calenturas y me causó tantos males que ya me lloraban las Musas domésticas y extrañas. Sea Dios alabado, su Santísima Madre y San Isidro, que estoy en puerto de claridad, que en abril, y [con] no pocos años, mucho había que temer.

Ya tenía Lope sesenta y seis años. La punzada contra Juan Ruiz de Alarcón se explica por la maledicencia: en la comedia del severo y moralizante ingenio mexicano Los pechos privilegiados se había deslizado una pícara alusión al connubio marital del cura donjuán y la moza:

Culpa a un viejo avellanado / tan verde que, al mismo tiempo / que está aforrado de martas, / anda haciendo madalenos.

Entre el apenas soterrado escándalo de los casi veinte años de vida que pasó con Marta de Nevares Santoyo y a pesar de los honores que recibió del rey y del papa, los últimos años de Lope fueron infelices. El Conde-Duque de Olivares lo ignoró por haber servido al Duque de Lerma y por ser secretario de Sessa, caído en desgracia y desterrado de la Corte. Además, las calaveradas privadas de Lope hicieron que en Palacio desestimaran sus pretensiones de cargos, honores y prebendas, pues Olivares quería moralizar las costumbres después de la desenfrenada corrupción del reinado de Felipe III. En su Égloga a Claudio (1632), dirigida a su antiguo amigo y compañero de correrías juveniles Claudio Conde, aparece su amargo desengaño por haber intentado alcanzar el cargo fijo de capellán del duque de Sessa o el de cronista de Felipe IV y se considera ya de vuelta de todo. Además había sufrido que Marta se volviera ciega en 1626 y falleciera loca en ese mismo año de 1632, como cuenta en el recuerdo que le dedica en las octavas reales de la égloga Amarilis, que se publicaría en 1633. También en 1632 publica La Dorotea, una meditación sobre sus amores de juventud. Y evoca la muerte de Marta en este soneto de las Rimas humanas y divinas de Tomé de Burguillos (1634) titulado «Que al amor verdadero no le olvidan el tiempo ni la muerte»:

Resuelta en polvo ya, mas siempre hermosa, / sin dejarme vivir, vive serena / aquella luz, que fue mi gloria y pena, / y me hace guerra, cuando en paz reposa. / Tan vivo está el jazmín, la pura rosa, / que, blandamente ardiendo en azucena, / me abrasa el alma de memorias llena: / ceniza de su fénix amorosa. / ¡Oh, memoria cruel de mis enojos!, / ¿qué honor te puede dar mi sentimiento, / en polvo convertidos sus despojos? / Permíteme callar solo un momento: / que ya no tienen lágrimas mis ojos, / ni conceptos de amor mi pensamiento.

En 1633 murió repentinamente su amigo, el poeta y dramaturgo Jerónimo de Villaizán; tanto se afectó, que le dedicó la Elegía en la muerte del Ldo. Don Gerónimo de Villaiçan por sv amigo Frey Lope Félix de Vega Carpio, impresa como pliego suelto en ese mismo año de 1633. Las Rimas humanas y divinas (1634), último de sus poemarios, indican que ya Lope de Vega escribe para sí mismo, para entretenerse, evadirse y distanciarse por medio de la parodia y del humor, que tan importantes son en esta colección. Pues aún hubo más desgracias: Lope Félix, hijo suyo con Micaela de Luján y que también tenía vocación poética, se ahogó pescando perlas en 1634 en la isla Margarita, en la costa de Venezuela. Su amada hija Antonia Clara fue secuestrada por un hidalgo, novio suyo, apellidado Tenorio. Feliciana, su única hija legítima para ese entonces, había tenido dos hijos: una se hizo monja y el otro, el capitán Luis Antonio de Usategui y Vega, murió en Milán al servicio del rey. Solo una hija natural suya, la monja Marcela, le sobrevivió.
Lope de Vega murió el 27 de agosto de 1635. Sus restos se depositaron en la iglesia de San Sebastián, en la calle de Atocha. A mediados del mismo siglo XVII pasaron a la fosa común. Doscientos autores le escribieron elogios que fueron publicados en Madrid y Venecia. Durante su vida, sus obras obtuvieron una mítica reputación. «Es de Lope» fue una frase utilizada frecuentemente para indicar que algo era excelente, lo que no siempre ayudó a atribuir sus comedias correctamente. Al respecto cuenta su discípulo Juan Pérez de Montalbán en su Fama póstuma a la vida y muerte del doctor frey Lope de Vega Carpio (Madrid, 1636), impreso compuesto para enaltecer la memoria del Fénix, que un hombre vio pasar un entierro magnífico diciendo que «era de Lope», a lo cual apostilló Montalbán que «acertó dos veces». También en Italia, donde siempre fue muy popular, se publicó una obra homóloga con elogios de sus principales escritores: Essequie poetiche overo Lamento delle Muse italiane in morte del Sig. Lope de Vega... (Venecia: G. Imberti, 1636), que en realidad era una oculta iniciativa del embajador de España, Juan Antonio de Vera y Figueroa, I conde de la Roca, oculto tras varios pseudónimos italianos. Cervantes, a pesar de su antipatía por Lope, lo llamó «monstruo de Naturaleza», por su fecundidad literaria, aunque también, con ironía, por el desarreglo anticlásico de su poética teatral, a semejanza del monstruoso hircocervo de la Ars poetica de Horacio, un animal formado con trozos de animales de especies diferentes que servía de antiejemplo de obra literaria mal pergeñada.

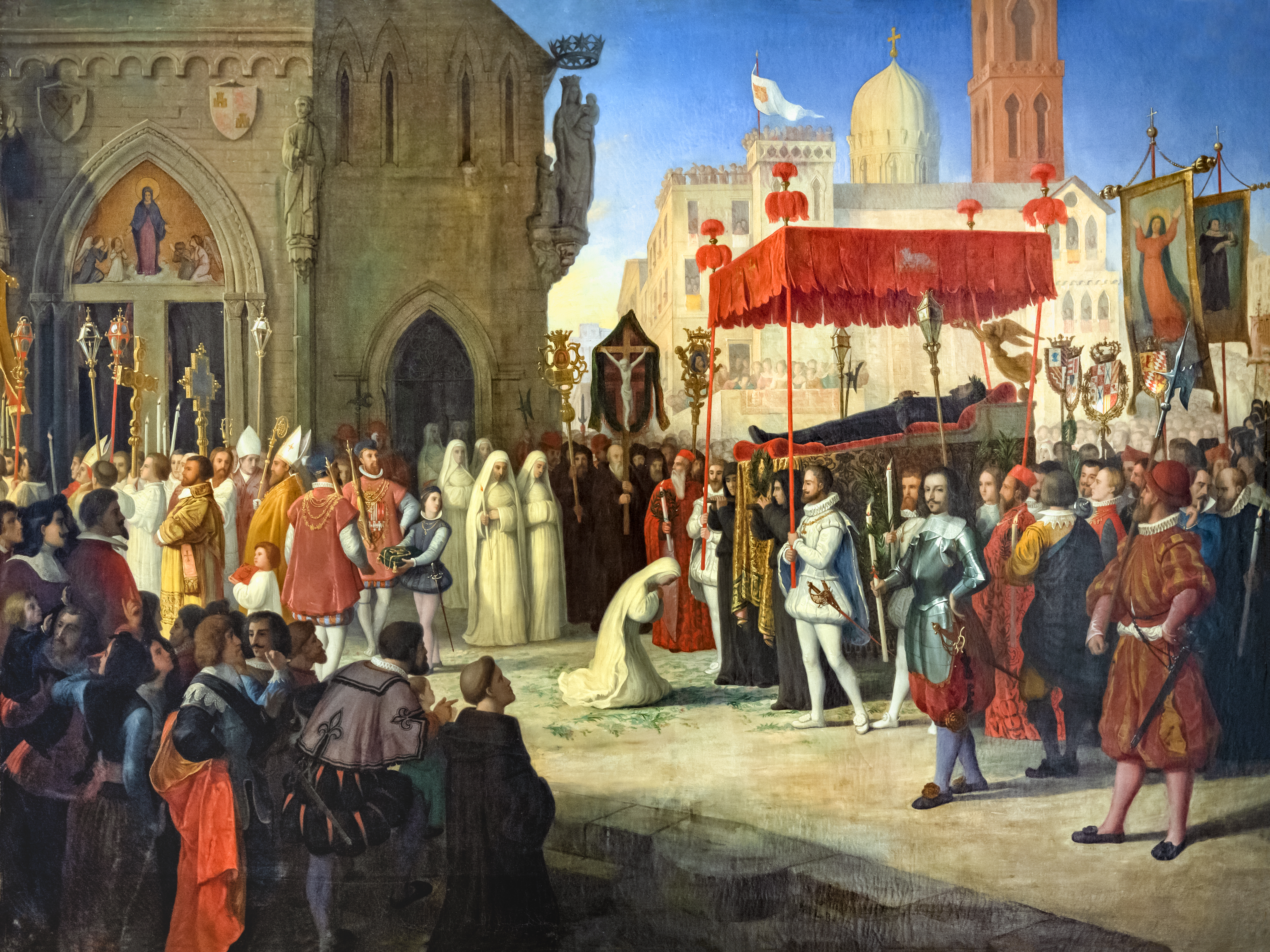
Funeral de Lope de Vega (1853), obra de Paul Balze.

### Matrimonios y descendencia

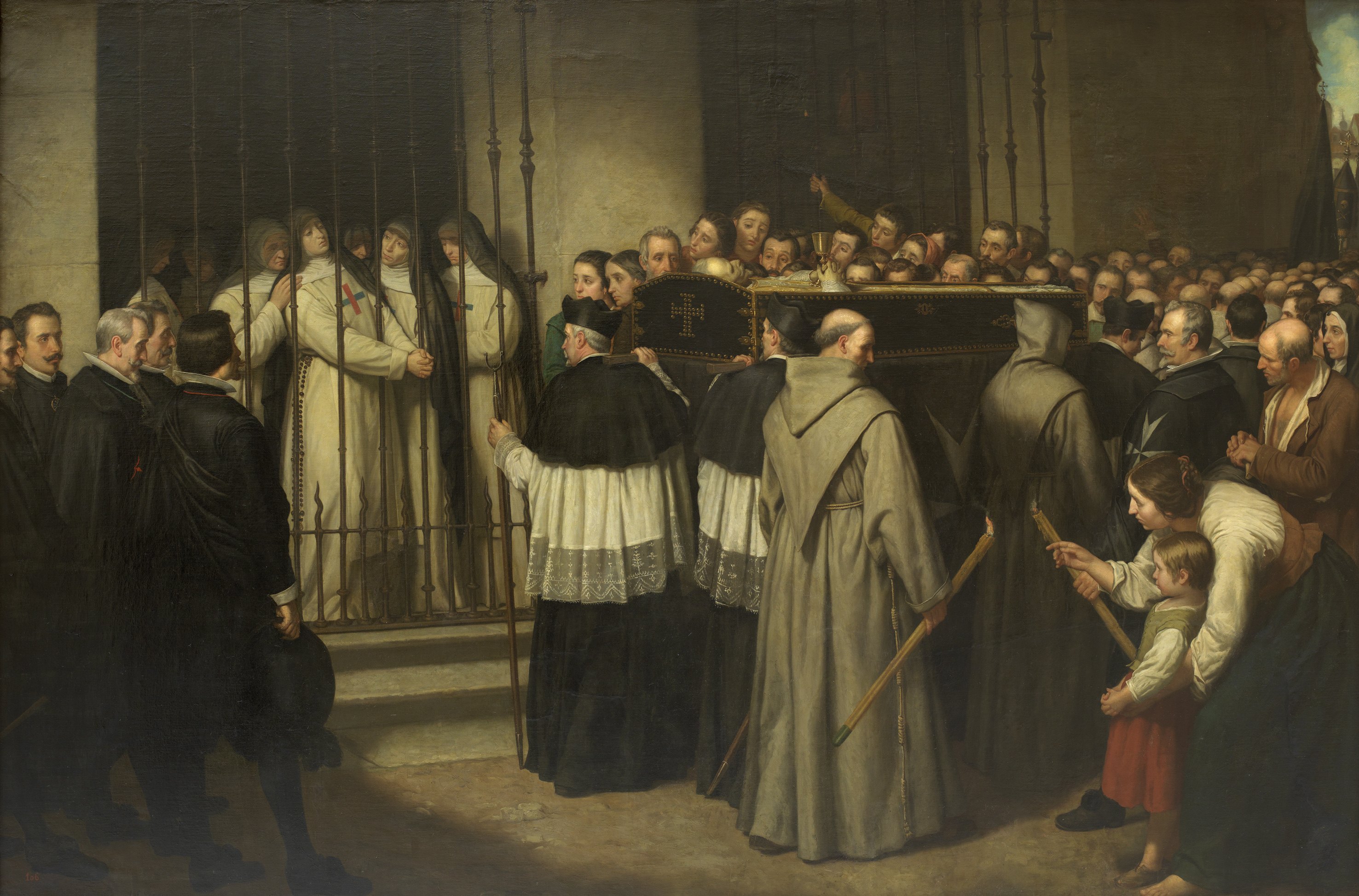
Sor Marcela de San Félix viendo pasar el entierro de su padre, Lope de Vega. Ignacio Suárez Llanos. 1862. (Museo del Prado, Madrid).

Durante su vida, Lope de Vega fue un hombre aficionado a los amoríos, que más de una vez le trajeron dificultades. En total tuvo quince hijos documentados entre legítimos e ilegítimos:
- Con María de Aragón (llamada Marfisa en las obras de Lope), hija de un panadero flamenco, llamado Jácome de Amberes, instalado en Madrid:
  - Manuela, al parecer la primogénita de toda su prole. Bautizada el 2 de enero de 1581, falleció el 11 de agosto de 1585.

Tras el término de la relación, Marfisa se casa con un flamenco en 1592 y fallece el 6 de septiembre de 1608.
- Con Isabel Ampuero de Alderete Díaz de Rojas y Urbina (conocida como Isabel de Alderete estando soltera, y como Isabel de Urbina al casarse),[41] su primera esposa, con la que contrae matrimonio por poderes el 10 de mayo de 1588, luego de haberla "raptado" de la casa paterna (aunque en realidad ella aceptó irse voluntariamente):
  - Antonia, nacida probablemente en 1589, fallecida en 1594, al parecer poco antes que su madre.
  - Teodora, nacida en noviembre de 1594, fallecida en la infancia entre 1595 o 1596.

Isabel de Urbina muere en el parto de su segunda hija, en noviembre de 1594.
- Con Juana de Guardo, su segunda esposa desde el 25 de abril de 1598. Hija de Antonio de Guardo, rico abastecedor de carne y pescado de Madrid, se cree fue un matrimonio de conveniencia:
  - Jacinta, bautizada en Madrid el 26 de julio de 1599, posiblemente fallecida en la infancia pues no hay más noticias de ella.
  - En una carta escrita a un amigo fechada el 14 de agosto de 1604, Lope anuncia que su mujer está por dar a luz. En su testamento de 1627, Lope nombra una hija, Juana, ya difunta. Es probable, dado el nombre y las fechas, que esta hija sea la criatura nacida de Lope y su esposa en agosto de 1604.
  - Carlos Félix, bautizado el 28 de marzo de 1606, por lo que se cree nació el año anterior, en 1605. Hijo predilecto de su padre, falleció el 1 de junio de 1612, después de una enfermedad de varios meses. El devastado Lope le dedica una elegía publicada en las Rimas Sacras.
  - Feliciana, nacida el 4 de agosto de 1613. La única de la descendencia legítima en sobrevivir a la infancia, se casó con Luis de Usátegui, «oficial de la secretaría del Real Consejo de las Indias de la provincia del Pirú», el 18 de diciembre de 1633. Lope promete dotar a su hija con ropas y dineros por valor de 5000 ducados, de la herencia de sus abuelos maternos.[42]

Juana de Guardo murió nueve días después de dar a luz, el 13 de agosto de 1613, a causa de sobreparto. Lope no volvió a casarse. A principios de marzo de 1614 recibió las órdenes menores en Madrid. El 12 de marzo fue a Toledo (se hospedó en casa de la actriz Jerónima de Burgos, con la que sostuvo un romance), donde recibió el grado de clérigo de epístola y luego el de Evangelio. El 25 de mayo, en Madrid, recibió el último grado de su ordenación sacerdotal. El 29 de mayo dijo su primera misa en la iglesia del Carmen Descalzo, en Madrid.

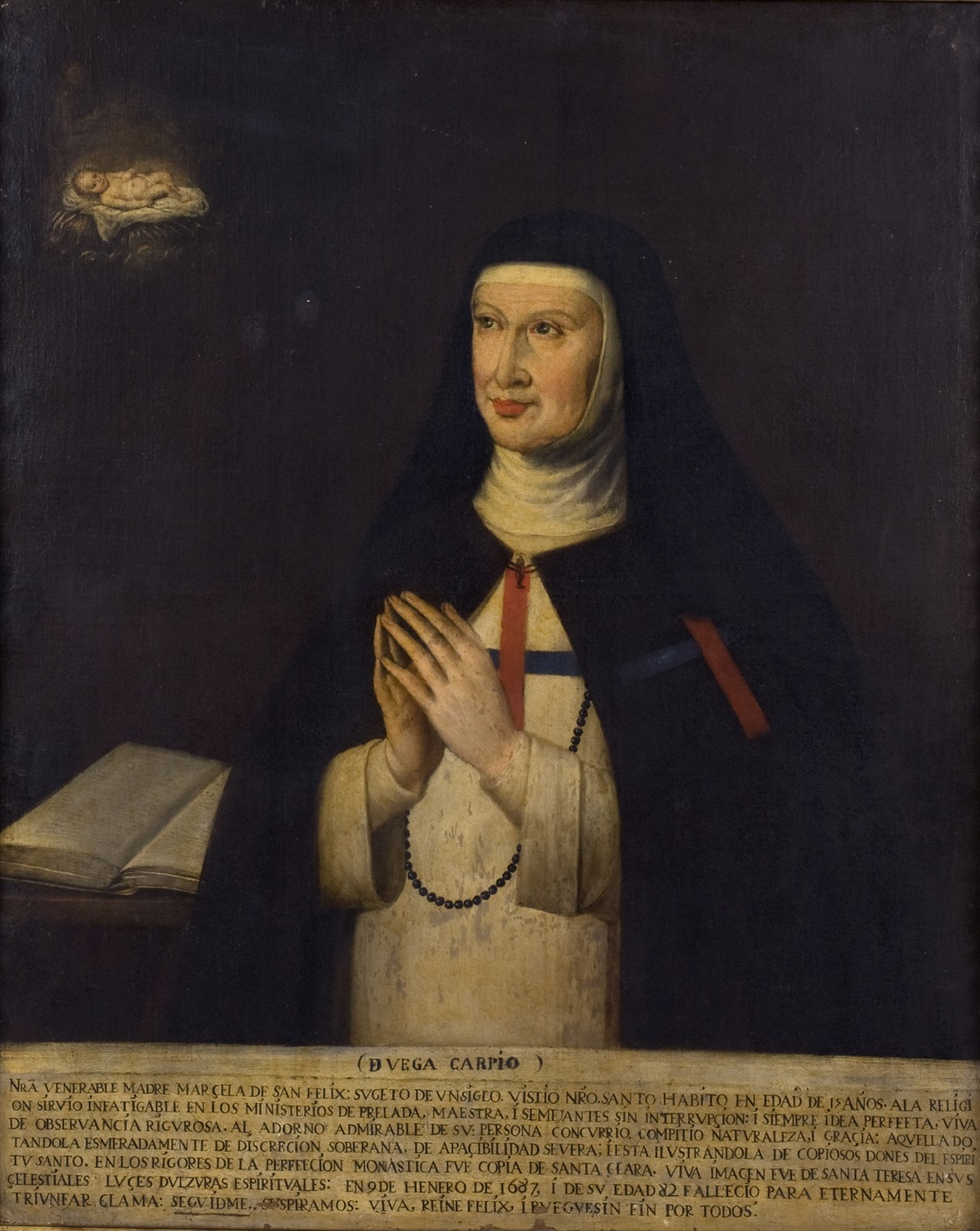
Sor Marcela de San Félix. Obra anónima del. (Casa-Museo de Lope de Vega, Madrid).

- Con la actriz Micaela de Luján, casada con el actor Diego Díaz, que se había ausentado al Perú, donde murió en 1603. Madre de nueve hijos, cinco de ellos por lo menos son de Lope, con el que sostuvo una relación de cerca de quince años (posiblemente comenzada tras su segundo matrimonio, alrededor de 1599), a pesar de otros amores fugaces:
  - Ángela.
  - Mariana.
  - Félix, bautizado el 19 de octubre de 1603.
  - Marcela, bautizada el 8 de mayo de 1605. El 2 de febrero de 1621 se consagra en el convento de Trinitarias Descalzas, con el nombre de sor Marcela de San Félix. Lope describe la consagración en la Epístola a don Francisco de Herrera Maldonado.
  - Lope Félix, nacido el 28 de enero de 1607. Muchacho de naturaleza díscola, fue encerrado por su padre, debido a su mal comportamiento, en el asilo de Nuestra Señora de los Desamparados, en 1617. Con inclinaciones literarias como su padre, al final se hizo militar, muriendo en 1634 en un naufragio en la costa de Venezuela, adonde había ido en una expedición para pescar perlas. Lope le dedicó una égloga piscatoria.

- Con Marta de Nevares, (la Marcia Leonarda de las novelas, y Amarilis de las poesías y cartas de Lope), nacida hacia 1591 y casada el 8 de agosto de 1604 (contra su voluntad) con Roque Hernández de Ayala, comerciante, del que pronto se separó. Aficionada a la poesía, escribía versos, cantaba, tañía y bailaba, era de buena conversación y prosa, y hasta tenía talento de actriz (representó una comedia de Lope en su casa). Sus relaciones, iniciadas alrededor de septiembre de 1616, tuvieron como fruto una hija:
  - Antonia Clara (Clarilis), nacida el 12 de agosto de 1617. La menor de toda su descendencia y la alegría de su vejez, se fugó del hogar paterno el 17 de agosto de 1634 con don Cristóbal Tenorio, caballero de la Orden de Santiago, un protegido del conde-duque de Olivares y ayuda de Cámara de Su Majestad. Lope nunca se recuperó de este golpe.[43]

Marta de Nevares quedó ciega en 1622, y tiempo después perdió la razón. Falleció al cuidado de Lope, en su casa, el 7 de abril de 1632. Tenía 41 años. Esta fue la última relación significativa en la vida de Lope de Vega.
Además de esta descendencia, Lope de Vega procreó otros dos hijos de relaciones fugaces:
- Fernando Pellicer, Fray Vicente, habido con una valenciana.
- Fray Luis de la Madre de Dios, de madre desconocida.

## Obra narrativa

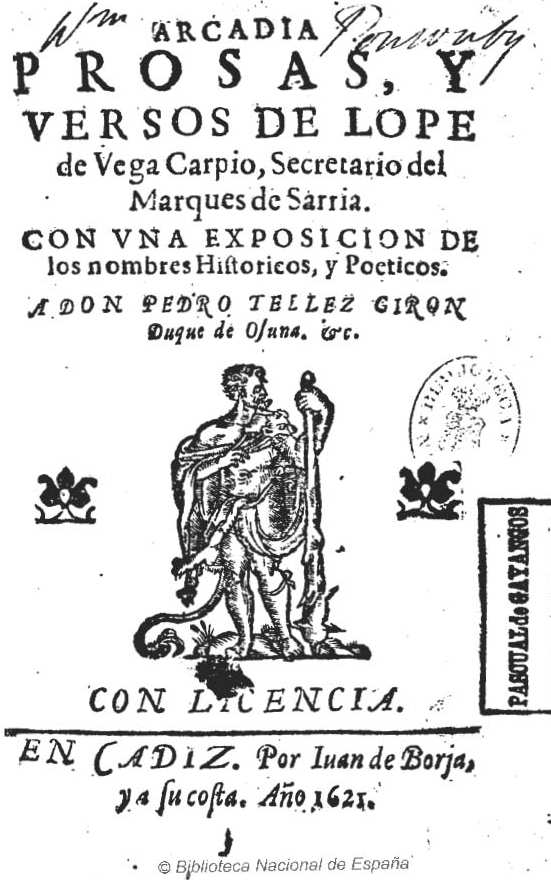
Arcadia: prosas y versos de Lope de Vega Carpio...; con vna exposición de los nombres históricos y poéticos..., Cádiz, Por Iuan de Borja, y a su costa, 1621

### LaArcadia
No se atrevió el autor a publicar un poemario desestructurado, ni tampoco quiso renunciar a presentar en sociedad sus versos amparados por su nombre. El expediente elegido fue —y es fórmula habitual en la época— engarzarlos en una novela pastoril: Arcadia, escrito a imitación de la obra homónima de Jacopo Sannazaro y de sus continuadores españoles. La novela lopesca vio la luz en Madrid en 1598. Tuvo un éxito considerable. Fue la obra del Fénix más veces reimpresa en el siglo XVII: Edwin S. Morby registra veinte ediciones entre 1598 y 1675, de ellas dieciséis en vida del autor. Osuna recordó «son cerca de 6000 los [versos] que contiene la novela, más que líneas en prosa en la edición que manejamos». En efecto, hoy al lector se le hace cuesta arriba imaginar que una novela, por muy poética que sea, pueda contener más de 160 poemas, algunos breves, pero de considerable extensión. No parece que tal cantidad de versos sirven de ornato a la prosa. Más bien nos revelan que el relato viene a ser excusa para ofrecer al público una amplia producción poética anterior, a la que añadió probablemente numerosas composiciones líricas escritas ad hoc.

### El peregrino en su patria
Esta nueva novela en la que Lope ensaya la novela bizantina o de aventuras —con la peculiaridad de que todas ellas se desarrollan dentro de España— vio la luz en Sevilla a principios de 1604. Tuvo un éxito inmediato (hay dos impresiones madrileñas y otras dos barcelonesas de 1604 y 1605, otra de Bruselas de 1608 y una nueva edición revisada de Madrid, 1618). El peregrino en su patria no presenta la riqueza poética de la Arcadia. No porque el número de versos intercalados sea menor, sino porque muchos de ellos son dramáticos: cuatro autos sacramentales, con sus loas, prólogos, canciones. Entre los treinta y tantos poemas que introdujo en el relato bizantino no hay mucho que destacar.

### Pastores de Belén
Pastores de Belén. Prosas y versos divinos apareció en Madrid en 1612. La obra gozó de un notable éxito. En el mismo año vieron la luz nuevos impresos en Lérida y en Pamplona. En vida del poeta saldrían seis nuevas ediciones. Estamos ante un declarado contrafactum que vierte a materia sagrada aquella mezcla de prosas y versos amorosos de la Arcadia de 1598. El cañamazo de la novela pastoril se aprovecha aquí para narrar algunos episodios evangélicos relacionados con la Natividad del Señor. Al igual que la Arcadia, contiene una amplia antología poética. Se han catalogado un total de 167 poemas de las formas métricas más variadas.

### La Dorotea
Como otros ciclos poéticos, este de vejez lo abrió Lope con un texto en prosa, en este caso dialogada, en el que insertó una variada antología poética. La Dorotea apareció en 1632. Probablemente no es casual que el primer poema que se oye en la acción en prosa sea «A mis soledades voy» y que aparezca expresamente atribuido a Lope. La penúltima de sus elegías, y la más celebrada, «Pobre barquilla mía», tiene como interlocutor al frágil barquichuelo.
Lope denomina a esta obra «acción en prosa», y su modelo más evidente es el género celestinesco. Evoca la historia de sus celosos amores por Elena Osorio desde la altura de su edad adulta. El estilo es sencillo y natural, pero a veces se hace acopio, como en otras obras de Lope, en particular los prólogos, de una pedregosa erudición de baratillo tomada fundamentalmente de los repertorios enciclopédicos de la época, entre los cuales tenía particular afición al Dictionarium historicum, geographicum, poeticum de Carolus Stephanus (1596) y las inevitables Officina y Cornucopia de Jean Tixier, más conocido como Ravisio Textor.

## Obra lírica

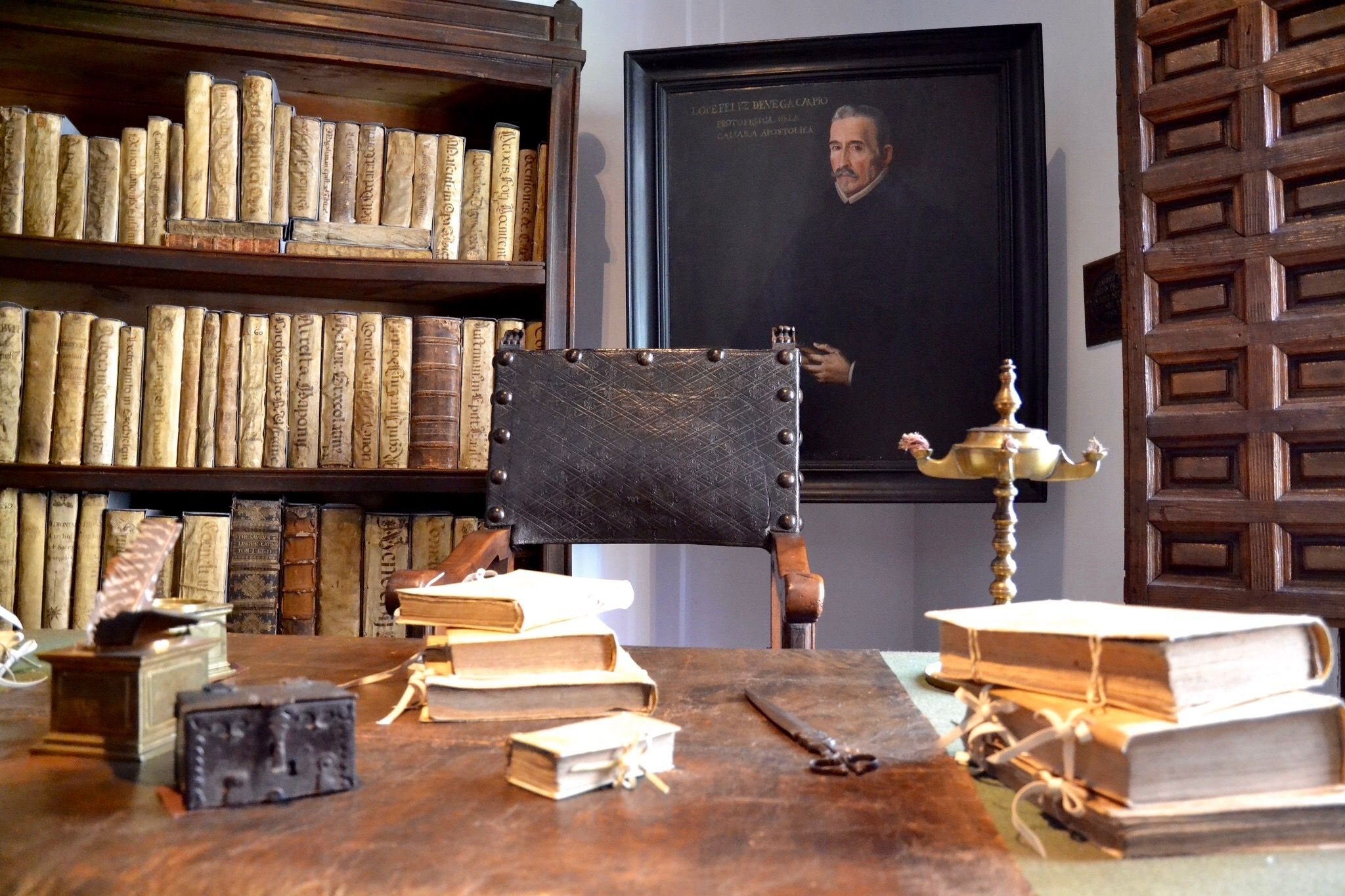
Casa de Lope de Vega en Madrid

En su novela La Arcadia (1598) y en otros lugares reitera Lope de Vega coincidir con el Syntaxeon de Pierre Grégoire en que la lírica es una conjunción de inicial inspiración natural y después trabajo retórico:

Consta por sus preceptos la poesía / ser arte de ingeniosa preeminencia, / aunque naturaleza su armonía / primero infunde con mayor violencia. / Ayuda el Arte, y juntos a porfía / vienen a tal extremo de excelencia / que parece furor divino y raro / y de sus fuerzas instrumento claro

Más adelante, en la Silva V.ª de su Laurel de Apolo, escrita en mesurado gongorismo, escribe que "es la poesía / un arte que, constando de preceptos / se viste de figuras y conceptos". En cuanto a la relación del poeta con los músicos, Lope compuso muchas canciones, principalmente letrillas y tonos para vihuela de cinco cuerdas; trabajó primero en su juventud con el compositor sevillano Juan Palomares, y cuando este falleció, con Juan Blas de Castro. A ambos siempre los recordó con agradecimiento en muchos pasajes de sus obras; por ejemplo, del segundo escribió en El acero de Madrid (1608):

Arroyuelos cristalinos, / ruido sonoro y manso / que parece que corréis / tonos de Juan Blas cantando, / porque ya corriendo aprisa / y ya en las guijas despacio, / parece que entráis en fugas / y que sois tiples y bajo.

### Los romances
Lope encabezó junto a su eterno rival el cordobés Luis de Góngora una precoz generación poética que se da a conocer en la década que va de 1580 a 1590; son los llamados «poetas romancistas» que vuelven al octosílabo cuando ya ha pasado la fiebre del endecasílabo y las estrofas italianas introducidos por Garcilaso y Boscán en la primera mitad del siglo XVI; no desdeñan la escuela italiana y siguen cultivando sus formas, pero ya no desprecian la tradición anterior octosílaba y popular del siglo XV y la asumen también escribiendo el que luego será conocido como Romancero nuevo. Desde la temprana edad de dieciocho o veinte años estos poetas empiezan a ser conocidos y celebrados por sus romances y —es obvio— no tuvieron mayor interés en controlar ni exigir nada a los impresores. Son, en general, poetas jóvenes (Lope, Góngora, Cervantes, Pedro Liñán de Riaza), con menos de treinta años y con frecuencia no se preocuparon de reclamar su autoría, al menos directamente. La crítica moderna se ha ocupado de dilucidar la autoría de tal o cual romance, pero no ha hecho el esfuerzo necesario para intentar con seriedad establecer el corpus romanceril de los distintos poetas. El de Lope se ha quedado en vagas aproximaciones. Mucho se ha hablado sobre el sentido y el alcance de este romancero de la generación de 1580, en el que Lope impone unas pautas recreadas por otros muchos. El protagonismo de nuestro poeta fue reconocido desde el primer momento. El nuevo romancero fue una fórmula literaria que caló rápidamente en la sensibilidad social y los poetas jóvenes propusieron a sus lectores y oyentes un feliz híbrido de convencional fantasía y unas referencias en clave a amores y amoríos, favores y desdenes, gustos y disgustos de la actividad erótica. Pero el exhibicionismo sentimental no se presenta en ellos desnudo. Aparece, para mayor encanto, velado por la fantasía heroica de los romances moriscos o por la melancolía pastoril. La añeja tradición de los romances fronterizos, compuestos en su mayor parte en el siglo XV al hilo de los hechos históricos a que aluden, reverdece a finales del siglo XVI en este género de moda. 
Los moriscos fueron los primeros romances de moda compuestos por la generación de 1580 [vid. «Ensíllenme el asno rucio»; «Mira, Zaide, que te aviso»]. La moda del romancero morisco fue sustituida por la pastoril, aunque hubo un tiempo de convivencia de ambas [vid. «De pechos sobre una torre»; «Hortelano era Belardo»]». Cf. sobre este último aspecto Francisco de Quevedo: Historia de la vida del buscón. Edición de Ignacio Arellano. Madrid: Espasa, 2002, p. 129: 

Item, advirtiendo que después que dejaron de ser moros (aunque todavía conservan algunas reliquias) [los poetas] se han metido a pastores, por lo cual andan los ganados flacos de beber sus lágrimas, chamuscados con sus ánimas encendidas, y tan embebecidos en su música que no pacen, mandamos que dejen el tal oficio, señalando ermitas a los amigos de soledad.

Alonso Zamora Vicente describió cómo Lope se valió de la forma del romance para incardinar su propia vida amorosa: «Bajo un disfraz morisco o pastoril (las dos grandes veladuras del romancero artístico), Lope, con ímpetu desenfrenado y con el brío juvenil con que le hemos visto vivir, trasmuta los amores con Elena Osorio, el destierro, el matrimonio con Isabel de Urbina». Todos estos romances lograron una popularidad enorme y se divulgaron copiosamente, hasta el punto de que Lope se quejó de que le atribuyeran muchos que no le pertenecían. Esta divulgación es la que recuerda en una canción, andando el tiempo:

Ya pues que todo el mundo mis pasiones / de mis versos presume, / culpa de mis hipérboles cansada, / quiero mudar de estilo y de razones.

En consecuencia, Lope abandonó la composición específica de romances personales a caballo entre los siglos XVI y XVII (pero no en su teatro) y volvió a ellos en su vejez en las famosas barquillas: «Pobre barquilla mía...» y «A mis soledades voy...».

### Rimas

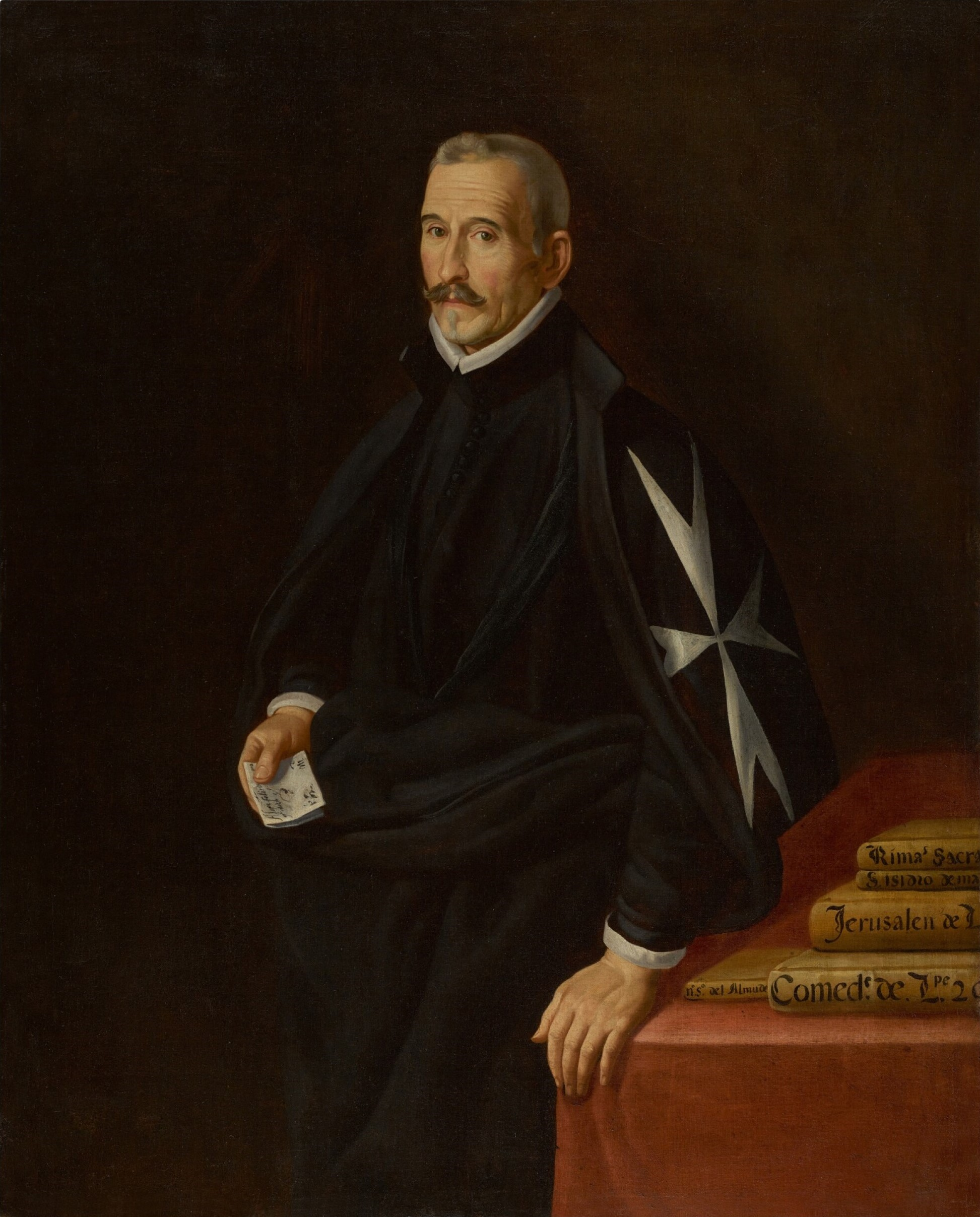
Retrato de Lope de Vega (c. 1628), por Juan van der Hamen.

En noviembre de 1602, emparedada entre La hermosura de Angélica y La Dragontea, aparecía en la madrileña imprenta de Pedro Madrigal una colección de sonetos: el primer poemario sin argamasa narrativa que Lope publicaba a su nombre. El público debió de acoger favorablemente la colección de doscientos sonetos porque Lope se decidió a publicarlos, sin los poemas épicos, y acompañados de una «Segunda parte», compuesta por églogas, epístolas, epitafios. Esta nueva edición vio la luz en Sevilla en 1604. La edición de 1604 enmendaba en ciertos detalles los sonetos publicados en 1602 y reordenaba con buen tino algunos de ellos. Todavía no había acabado el proceso de acrecentamiento. En 1609 Lope vuelve a editarlas en Madrid, con la adición del Arte nuevo de hacer comedias. El impreso, aunque descuidado en grado sumo, tuvo buena acogida. El texto, que podemos considerar definitivo, con los doscientos sonetos, la Segunda parte y el Arte nuevo, se reimprimió en Milán, 1611; Barcelona, 1612; Madrid, 1613 y 1621; y Huesca, 1623. En el caso de las «Rimas» encontramos poemas que cabe datar entre 1578 y 1604. Los doscientos sonetos recorren, desordenadamente y con incrustaciones de otros asuntos, el itinerario obligado de los canzonieri petrarquistas. Los conflictos amorosos con [Elena] Osorio dieron origen a una celebrada serie sonetil de Lope: la de los mansos. El motivo pastoril se recrea en una trilogía formada por el soneto «Vireno, aquel mi manso regalado», conservado en el «Cartapacio Penagos» pero no impreso hasta que lo editó Entrambasaguas en 1934, y los sonetos 188 y 189 de las Rimas. El soneto 126, «Desmayarse, atreverse, estar furioso», se limita a anotar contrarias reacciones, psicológicamente verosímiles, del amante. Los trece primeros versos han acumulado el predicado de la definición, sin nombrar el sujeto. El segundo hemistiquio del último verso nos convence de que no hemos oído una abstracta e impersonal definición escolástica, sino la expresión artística de una experiencia viva: «quien lo probó lo sabe». De entre todos los poemas que glosan estos asuntos, alcanzó pronta y perdurable fama el 61: «Ir y quedarse, y con quedar partirse». Los poemas añadidos en 1604, a pesar de su notable interés, apenas han despertado la curiosidad de críticos y lectores. Se inicia con tres églogas de distinta factura, interés y calado. El Arte nuevo de hacer comedias en este tiempo, escrito a finales de 1608 para una academia, a fin de acallar las voces de los dramaturgos clasicistas devotos de las unidades, e impreso en 1609, es un poema didáctico, pero desenfadado, una charla o conferencia y, como tal, se escapa de los estrictos límites de la lírica o la épica.

### Rimas sacras
La primera edición es madrileña, de 1614, con el preciso título de Rimas sacras. Primera parte. Que sepamos, nunca hubo una segunda parte. Estamos ante uno de esos poemarios en los que el autor sintetiza toda una vena de su fértil musa. Su estructura corresponde a lo que venimos llamando cancionero lopesco. Lo integran un canzoniere petrarquista (los cien sonetos iniciales) y una variedad de composiciones en diversos metros y géneros: poesía narrativa en octavas, glosas, romances descriptivos, poemas en tercetos encadenados, liras y canciones. Las Rimas sacras van a desarrollar ampliamente la palinodia que exigía la tradición literaria del petrarquismo. No solo porque el soneto inicial sea una reescritura del de Garcilaso de la Vega («Cuando me paro a contemplar mi estado»), sino porque la idea esencial de ofrecer un ejemplo de arrepentimiento del amor mundano está aquí desarrollada, no en un soneto, sino en toda la serie inicial y en otros muchos poemas que pespuntean el «canzoniere» petrarquesco. La mayoría de los sonetos de las Rimas sacras están escritos en primera persona y dirigidos a un tú íntimo e inmediato. El más celebrado de todos, el XVIII, es un monólogo del alma, que habla con voces coloquiales y directas a un Jesús enamorado: «¿Qué tengo yo, que mi amistad procuras?». Frente a estos sonetos de la intimidad, se encuentran, en número menor pero relevante, los de carácter hagiográfico, litúrgico o conmemorativo. Sin embargo, algunos poemas narrativos, como «Las lágrimas de la Madalena», el de mayor extensión, son continuación del universo poético predominante en los sonetos. «Las lágrimas» pertenece a una especie de la épica.

### La Filomena
En julio de 1621 apareció en Madrid La Filomena con otras diversas rimas, prosas y versos. En ese mismo año conoció una nueva edición barcelonesa, obra del más apasionado lopista entre los impresores catalanes: Sebastián de Cormellas. Volumen, pues, misceláneo, en el que Lope ensaya, con esa permanente vocación experimental que venimos señalando, dos géneros que han irrumpido con fuerza en el panorama literario de su época: la novela y la fábula mitológica; y trata de dar la réplica a sus máximos creadores y perpetuos rivales: Góngora y Cervantes. El poema que da título al volumen se presenta en dos partes distintas en el metro (octavas frente a silvas), el género (narrativa frente a fábula simbólica de polémica literaria) y la intención. La primera parte, en tres cantos, narra la trágica historia de Filomena, violada y mutilada por su cuñado Tereo, según el conocido relato ovidiano del libro VI de Las metamorfosis. «Las fortunas de Diana», novela corta, no se halla exenta tampoco de afán polémico y espíritu de emulación. Estamos ante un coletazo, casi último, de la agria disputa que surgió a raíz de la publicación del Don Quijote. Primera parte (1605) y la respuesta del círculo de Lope en el apócrifo, firmado por Alonso Fernández de Avellaneda (1614). Pero no es nuestro objeto comentar el arte narrativo de las Novelas a Marcia Leonarda, sino señalar su dimensión lírica. Su núcleo principal es una nueva entrega de romances pastoriles. La Andrómeda es un poema emparentado con La Filomena, aunque algo más breve: 704 versos en un único canto. Narra, con su habitual soltura y con menos digresiones de las habituales, la historia de Perseo, la muerte de la Medusa, el nacimiento de Pegaso, el rescate de Andrómeda y el surgimiento de la fuente de Hipocrene. Mucho más interesantes son las epístolas poéticas que vienen a continuación, entre las que se incluyen dos que no son de Lope.

### La Circe
La Circe con otros poemas y prosas aparece en Madrid en 1624. Es un volumen misceláneo, gemelo de La Filomena, aunque con matices y diferencias. El poema que da título al volumen es una réplica y, en cierto modo, una superación del modelo de la fábula mitológica fijado por Góngora. En dos sentidos: en su extensión y complejidad (tres cantos con 1232, 848 y 1232 versos) y en su alcance moral. Un narrador omnisciente presenta al lector la trágica caída de Troya. El mismo narrador nos cuenta cómo los soldados de Ulises abren los odres en que Eolo ha encerrado los vientos y, en medio de la tempestad llegan a la isla de Circe. Asistimos a la transformación de los soldados en animales. Vencida Circe, los amigos de Ulises recuperan su imagen originaria. Parte Ulises, pero aún ha de descender a los infiernos para consultar su porvenir con el adivino Tiresias. «La rosa blanca» es el segundo poema mitológico de este volumen, más breve y concentrado que La Circe, con 872 versos en octavas. Reúne en rápida sucesión una serie de episodios míticos vinculados a la diosa Venus. Como en La Filomena, Lope reservó tres novelas «A la señora Marcia Leonarda» para insertar la aportación de versos castellanos que tenemos en todos sus poemarios. No abusa de ellos: tres o cuatro poemas originales acoge cada una de las narraciones. Las seis epístolas en verso de La Circe (hay tres más en prosa) son prolongación y depuración del género y del talante poético que vimos en La Filomena.

### Triunfos divinos
A los diez años de sacerdocio, en medio de las polémicas literarias en torno al culteranismo, Lope volvió a la poesía sagrada como un instrumento más para acercarse al poder político y al eclesiástico. Estas circunstancias son evidentes en Triunfos divinos (Madrid, 1625), dedicado a la condesa de Olivares. El poema extenso que da título al volumen es una versión a lo divino de los Triomphi del Petrarca. La parte más viva del poemario son los sonetos que continúan la línea penitencial e introspectiva del volumen de 1614. Con portadilla propia, dirigido a la reina Isabel de Borbón, cierra el volumen un poema épico breve (tres cantos; 904 versos) titulado La Virgen de la Almudena.

### Laurel de Apolo
Dentro de la campaña con la que Lope trata de proyectar su figura entre las altas esferas y en los círculos literarios debe incluirse la publicación del Laurel de Apolo (1630). El poema central, que da título al volumen, es el acta de unas cortes del Parnaso. Para esta transcripción emplea como estrofa la silva. Se propuso Lope elogiar a los poetas de su tiempo y así lo hizo. A lo largo de diez silvas, desfilan cerca de trescientos vates españoles y portugueses, treinta y seis italianos y franceses y diez pintores ilustres. Dentro del largo catálogo de poetas se insertan algunas fábulas mitológicas, dos de ellas con su propio título identificativo (El baño de Diana, El Narciso). Aprovecha además Lope para atacar indirectamente a su rival por el puesto de Cronista del Reino de Castilla y León, José Pellicer de Salas y Tovar, quien era, además, uno de los comentaristas de su gran enemigo, Luis de Góngora, cuyo estilo se critica también en el Laurel de Apolo a través de sus malos seguidores. El volumen del Laurel de Apolo, aunque ocupado en su mayor parte por el extenso poema descrito, tiene un apéndice que no carece de interés. Allí se encuentra La selva sin amor, égloga pastoril, una silva, una epístola y un manojuelo de ocho sonetos, entre los que siempre se han destacado las sátiras anticulteranas: "Boscán, tarde llegamos. ¿Hay posada...?".

### LaÉgloga a Claudio
La Égloga a Claudio, de la que hay copia autógrafa en el Códice Daza con muchas variantes, fue compuesta probablemente en enero de 1632 e impresa suelta sin año dirigida al erudito Lorenzo Ramírez de Prado; luego apareció dentro de la póstuma La Vega del Parnaso (1637). Es una obra fundamental del último Lope, cuando ya se ha desengañado de sus últimas y vehementes ilusiones: alcanzar el cargo fijo de capellán del duque de Sessa o ser cronista de Felipe IV. 

Así, después de tantas dilaciones / con modestia pacífica sufridas, / forzadas e impelidas / de tantas sinrazones, / salen entre soberbias humildades / de la mina del alma las verdades. [...] / Voy por la senda del morir más clara / y de toda esperanza me retiro; / que solo atiendo y miro / adonde todo para; / pues nunca he visto que después viviese / quien no miró primero que muriese

Como escribe Juan Manuel Rozas, principal de los estudiosos de esta citadísima obra, expresa un desengaño «sorprendente por su intensidad en boca del creador de un teatro propagador del principio monárquico-aristocrático y, a la vez, de la monarquía teocéntrica. Se trata del desencanto del vitalista y triunfador Lope de Vega. He llamado a ese ciclo de senectute. Tiene sus inicios en la Corona trágica (1627) y el Laurel de Apolo (1630), se muestra nítidamente, desde 1631, a través de la Dorotea (1632) y las Rimas de Burguillos (1634), para tener su más directa expresión, casi monográfica, en la poesía reunida en La Vega del Parnaso (1637)».
En su temática, tan heterogénea y miscelánea como es propio del autor, destaca su amplio contenido autobiográfico (su amigo Juan Pérez de Montalbán la llamó «epítome de su vida») y engaña en cuanto a su título: no se trata de una égloga dialogada sino de una epístola. Sus ejes temáticos, según Rozas, son tres de tipo simétrico: Lope joven / Lope viejo; escritores jóvenes / Lope creador de la comedia nueva; vida y obra de Lope al servicio de su nación y de la Corona / menosprecio de él, viejo, por parte de la Corte. Su estructura es también triple; según Rozas, «un repaso rápido a su vida, un recuento detalladísimo de su obra culta y una valoración de su teatro»; encubre en realidad una apología pro domo sua, algo bastante habitual en la obra de sus últimos años. Lope se dirige a Claudio Conde, el único amigo de la juventud que le ha quedado vivo de forma que es por ello un testigo excepcional de los hechos.
La crítica a sus discípulos en el teatro y la poesía lírica se funda en su falta de «concepto» y realismo, en su excesivo filosofismo y en el abuso de la ornamentación formal, la escenografía y los decorados («apariencias»)... críticas en el fondo dirigidas al gongorismo o culteranismo y a la escuela de Pedro Calderón de la Barca:

Bien es verdad que temo el lucimiento / de tantas metafísicas violencias / fundado en apariencias, / engaño que hace el viento / (herida la campana) en el oído / que parece conceto y es sonido.

Contra todo eso opone en dos palabras su idea de la poesía: «Pureza y armonía». Al igual que Quevedo, busca consuelo en el viejo estoicismo: "Fuera esperança, si he tenido alguna: / que ya no he menester a la Fortuna" o "Claudio, así se muda cuanto vive: / no sé si soy aquél".

### La vega del Parnaso
Entre los poemarios de Lope, este presenta una historia muy peculiar. Su núcleo está integrado por una serie de composiciones líricas de cierta extensión impresas como pliegos sueltos o folletos de escasas páginas en los últimos años de la vida del poeta. Lope pensó en dar a la imprenta El Parnaso, pero no llevó a efecto su propósito. El nuevo poemario no vio la luz hasta que, muerto el autor, sus amigos y herederos lo publicaron en 1637 en la Imprenta del Reino con el título de La vega del Parnaso. En La vega se recogieron obras de muy distinto calado, intención e importancia. Se incluyeron los impresos sueltos anteriores a 1633 que ya han sido mencionados. Se recuperaron textos antiguos. Se acumularon poemas de ocasión de la última etapa de Lope, entre ellos una sentidísima elegía, "Elogio en la muerte de Juan Blas de Castro", en la que recordaba los tiempos en que este músico fue su confidente en la corte de Alba de Tormes, donde ambos trabajaban para el duque, de sus amores con Filis, y cómo acudió a su casa a besar la mano del fallecido, que había musicado tantas de sus canciones o tonos; era también el compositor de la música incidental de muchas de sus piezas teatrales, y había quedado ciego en sus últimos años, como Marta de Nevares. Se agruparon también algunas obras escritas en los últimos meses de vida del poeta. Esta mezcla de dramas y poemas líricos es enteramente ajena a los hábitos editoriales de Lope. La vega del Parnaso constituye la penúltima revolución lírica de Lope. En varios poemas emplea dos tipos de lira de seis versos. Con este metro busca una expresión más escueta. Es un abandono momentáneo de su larga trayectoria de poeta petrarquista y amoroso para intentar una poesía volcada hacia lo social que le granjeara el respeto y el auxilio de la corte. Uno de los temas clave del poemario es la conciencia de la muerte.

### Rimas humanas y divinas del licenciado Burguillos
En noviembre de 1634 acaba de imprimirse en la Imprenta del Reino, a costa de Alonso Pérez, el último poemario que Lope verá en vida: Rimas humanas y divinas del licenciado Tomé de Burguillos. El libro tiene la estructura habitual de los cancioneros lopescos: un cancionero petrarquista (formado por la mayor parte de los 161 sonetos), que resulta fundamentalmente paródico y humorístico, ya que se centra en una lavandera del Manzanares, Juana, a la que pretende el autor, una máscara o heterónimo de Lope, el estudiante pobre Tomé de Burguillos. Junto a estos poemas hay otros epigramáticos, humorísticos, serios, desengañados, satíricos, jocosos, religiosos e incluso filosóficos, que pertenecen al tranquilo ciclo de senectute lopesco, así como una excepcional epopeya cómico-burlesca, La Gatomaquia, en siete silvas, sin duda la más perfecta y acabada muestra del género épico que salió de la pluma de Lope, protagonizada por gatos. En la portada aparece el «licenciado Tomé de Burguillos», y un grabado, presunto retrato del mismo; su sintética biografía se nos da en el «Advertimiento al señor lector». Burguillos, paralelo en cierto sentido a la figura del donaire de su comedia, encarna la visión antiheroica, escéptica y desengañada del viejo Lope, que parodia en él su propia biografía y su creación literaria. Sin embargo la aprobación del amigo del autor, Francisco de Quevedo, deja entrever que su estilo es bien parecido "al que floreció sin espinas en Lope de Vega". Burguillos traza un canzoniere petrarquista en clave de parodia, de autoparodia.

### La lírica en el teatro
Con Lope de Vega, hacia 1585, el teatro español recupera su primitiva vocación lírica. Al fin, los creadores de la comedia nueva son los mismos que han puesto de moda los romances moriscos y pastoriles. Ya Marcelino Menéndez Pelayo percibió que numerosas comedias de Lope se inspiraban en canciones de carácter tradicional. En El caballero de Olmedo, por ejemplo, si bien existió un trágico hecho histórico real, el asesinato del caballero Juan de Vivero, el asunto dio lugar a unas seguidillas populares y un romance anónimo que se encuentran citados en el texto y dan gran parte de su atmósfera a la comedia. En otras, por ejemplo en Fuenteovejuna, no ya introduce, sino que imita los romances tradicionales, que en escena aparecen cantados por músicos ("Al val de Fuenteovejuna / la niña en cabello baja..."); otras veces utiliza canciones populares, como la de siega en Peribáñez y el comendador de Ocaña. Mucha lírica tradicional castellana antigua (villancicos, serranillas, canciones de boda, seguidillas...), hoy desaparecida, se ha conservado o reconstruido gracias a las inclusiones de Lope y sus imitadores en sus comedias.
Por otra parte, Lope inserta en sus comedias pasajes de lírica culta que utilizan sobre todo el soneto (cuando hay monólogos y los personajes se quedan solos) o cuando la acción se remansa en comedias en que lo fuerte se encuentra en la caracterización, como ocurre en el caso de El perro del hortelano, en que llega a incluir nada menos que cinco. También utiliza la lírica en las décimas (que "son buenas para quejas", como indica en el Arte nuevo de hacer comedias) y menos frecuentemente en los romances y las octavas reales, que utiliza solo para "relaciones", esto es, cuando un personaje cuenta algo a otro.

## Obra épica

### La dragontea
Lope dedicó una parte considerable de los esfuerzos de sus mejores años a convertirse en el poeta épico culto por excelencia de España. Su primer intento publicado, La dragontea (referente al apellido de Drake), tuvo en su aparición notables problemas. El permiso para publicarlo le fue denegado por las autoridades castellanas en 1598, razón por la que el libro hubo de imprimirse en Valencia. Amparándose en este permiso valenciano, Lope pidió de nuevo la autorización para publicarlo en Castilla. No solo no se permitió la nueva edición, sino que se mandó recoger los ejemplares que circulaban en el reino de Castilla. No cejó el poeta y, disimulado tras La hermosura de Angélica y los doscientos sonetos, lo publicó en Madrid en 1602. 
En las 732 octavas (5856 versos) de diez cantos narra las correrías de sir Francis Drake, acompañado por "Juan Achines", esto es, John Hawkins, por tierras americanas en 1595 y 1596 (Canarias, Puerto Rico, Panamá, Nombre de Dios y Portobelo), su persecución a manos del general Alonso de Sotomayor, y su muerte en Portobelo envenenado por los suyos (en realidad, de disentería), inspirándose, como afirma el propio Lope, en una Relación compuesta por la Real Audiencia de Panamá usando testimonios fiables de varias personas presentes en los hechos, y, tal vez, en los datos ofrecidos en el Discurso del capitán Francisco Drake y San Diego de Alcalá compuesto por Juan de Castellanos, que fueron corroborados por los que ofrece la Expeditio Francisci Draki Equitis Angli in Indias Occidentales Anno MDLXXXV (1588) de Walter Bigges.
El poema intentaba reflejar el sentimiento popular antiinglés; "nunca los ingleses, si no es por inclemencia del mar o por grandes desigualdades en la gente, han tenido buen suceso", escribe en el prólogo. A pesar de todo no logró éxito y solo se volvió a reimprimir el siglo siguiente, en las Obras sueltas de 1776.

### Isidro
Lo más vivo del poema hagiográfico Isidro (Madrid, 1599), sobre la vida del patrono de Madrid, san Isidro Labrador, escrito en quintillas a lo largo de diez cantos son, sin disputa, los fragmentos abundantes en que el poeta se acerca al universo rural en que se mueve el santo; en efecto, Lope amó de todo corazón la vida sencilla de los campesinos y ansió toda su vida el contacto directo con la naturaleza. Pero este poema biográfico es algo más que eso, ya que se halla sólidamente documentado: leyó todo lo escrito anteriormente sobre el santo y tuvo acceso a los papeles de la causa de beatificación recogidos por el padre Domingo de Mendoza, comisario pontificio para la beatificación de Isidro.

### La hermosura de Angélica
Este poema se publicó en 1602, junto a las Rimas y La dragontea; va dedicado a su amigo sevillano, el poeta Juan de Arguijo; en el prólogo dice Lope que lo escribió en los momentos que le dejaba libre la vida marinera, "sobre las aguas, entre las jarcias del galeón San Juan y las banderas del Rey Católico", continuando los flecos de la historia de Angélica  que Ludovico Ariosto trazó en su Orlando furioso, pues él mismo propuso a otros ingenios que continuasen si lo hacían mejor. Traspasa la historia de Angélica a España y traza con sus aventuras y desventuras veinte cantos en octavas reales.

### Jerusalén conquistada
En 1604, en el prólogo a la edición sevillana de las Rimas, Lope anunciaba la inminente aparición de un nuevo poema épico. La obra no vio la luz hasta febrero de 1609, con el título de La Jerusalén conquistada, epopeya trágica. El texto que se imprimió no tiene dieciséis libros, sino veinte. Rafael Lapesa sugiere que el texto original se remataba con la boda de la hija de Alfonso VIII con Ricardo Corazón de León en la recién liberada Jerusalén pero, para igualar el número de cantos del poema de Torquato Tasso (Gerusalemme liberata, 1581), Lope añadió cuatro en los que tuvo que narrar el abandono de la empresa por los cruzados.
Este poema heroico, dedicado a Felipe III, es de más que dudosa historicidad: expone la falsa presencia militar del rey castellano Alfonso VIII (representado en un magnífico grabado preliminar y a quien supone ancestro directo de Felipe III) en la malograda Tercera Cruzada con el propósito de liberar Tierra Santa del poder musulmán y se acompaña de no pocas notas eruditas; hubo españoles en la empresa, es cierto, pero no el propio rey. En consecuencia, resulta ser un poema de propósito encomiástico al par que "una revisión nacionalista de la epopeya de Tasso, y de la historia misma", aunque, también, según la crítica moderna, un "relato de relatos". Cada uno de sus veinte cantos en octavas reales va precedido de un "argumento" en prosa resumido en forma de soneto y precede a la obra un elogio de su amigo, el pintor y poeta Francisco Pacheco. En él pondera "la mucha imaginativa" y "el entendimiento y arte tan juntos, tan perfectos" del autor, al par que su bien lograda facilidad. Lope correspondió dedicando a Pacheco su comedia La gallarda toledana en la Parte XIV de sus comedias y con alabanzas en su Laurel de Apolo. Por demás, Antonio Carreño, moderno editor de la obra, afirma que

El discurso genealógico, mítico, se alterna en [la obra] con el nacionalista y étnico. El deseo de servir a la patria, el de sacar del olvido los hechos de sus héroes, el de contraponer la versión callada de los historiadores extranjeros quienes, a la hora de describir los hechos heroicos de los cruzados, silencian la presencia castellana, mueve también los rasgos de la pluma de este abigarrado narrador. Y, pese a contravenir Lope la narración histórica con la fabulada, y mezclar indistintamente ambas como posibles, justifica de la mano de la Poética de Aristóteles la validez de alternar el factum —narración de un hecho— con la poesis —la verdad universal que se trasciende del hecho particular—

En efecto, Aristóteles, en su Poética, distingue Historia y Poesía diciendo que "una dice lo que ha sucedido y la otra lo que podría suceder" y por eso "la poesía es más filosófica y elevada que la historia, pues la poesía dice más bien lo general, y la historia, lo particular". Pero esta prevención de Lope no desalentó a sus críticos, en particular al humanista Juan Pablo Mártir Rizo, quien señaló sus defectos en varios pasajes de su Poética de Aristóteles traducida de latín (1623). "La mezcla híbrida de relatos diversos, la falta de caracterización, la ausencia de un héroe (individual o colectivo) y, sobre todo, las extensas digresiones, a veces eruditas, fastidiosas". Entre estas destacan las narrativas, como la historia de los amores de Alfonso VIII con la judía Raquel en Toledo, asunto ya tratado por Lope y que es como un poema aparte; en cuanto al difuso protagonismo, se lo reparten el rey Felipe II de Francia, Ricardo Corazón de León y el propio Alfonso VIII; los cantos finales aparecen como sobrantes, con otras fallas de estructura y composición que no deslucen el brío y brillantez poética del autor, cuya vívida y portentosa imaginación logra pasajes admirables y geniales. Pero no se ocultaba al mismo Lope el daño que le haría la crítica en España, y al final del último canto escribió:

Yo siempre de la envidia perseguido, / extranjero en mi patria y desterrado, / a Ovidio solo en esto parecido, / aunque por las extrañas siempre honrado; / de sola mi verdad favorecido / y del mortal poder desengañado... / Mas, ¿qué puede esperar de su montaña / ingenio que camina por España?

Tan compleja epopeya fue editada en tres volúmenes por el lopista Joaquín de Entrambasaguas (Madrid: CSIC - Instituto "Miguel de Cervantes", 1954) y más modernamente por Antonio Carreño (Madrid: Fundación José Antonio Fernández de Castro, 2003, t. III de las Obras completas de la Biblioteca Castro).

## Obra dramática

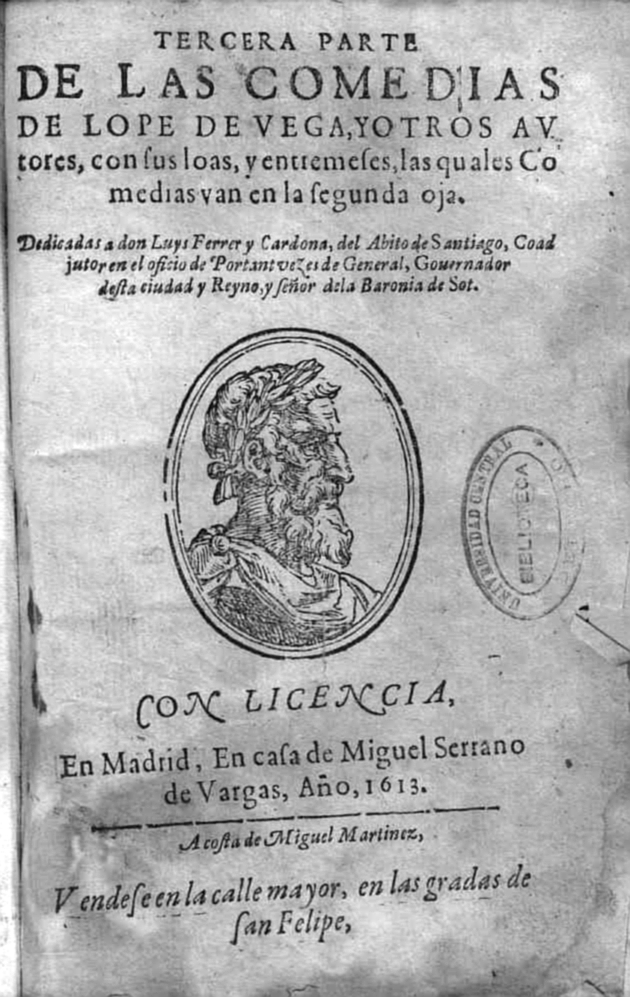
Portada de la Tercera parte de las comedias de Lope de Vega y otros autores, Madrid: casa de Miguel Serrano de Vargas, a costa de Miguel Martínez, 1613

### La creación de la Comedia Nueva
Lope de Vega creó el teatro clásico español del Siglo de Oro con una novedosa fórmula dramática. En dicha fórmula mezclaba lo trágico y lo cómico, y rompía las tres unidades que propugnaba la escuela de poética italiana (Ludovico Castelvetro, Francesco Robortello) fundada en la Poética y la Retórica de Aristóteles: unidad de acción (que se cuente una sola historia), unidad de tiempo (en 24 horas o un poco más) y de lugar (que transcurra en un solo lugar o en sitios aledaños).
En cuanto a la unidad de acción, las comedias de Lope utilizan el imbroglio o embrollo italiano (contar dos historias o más en la misma obra, por lo general una principal y otra secundaria, o una protagonizada por nobles y otra por sus sirvientes plebeyos). La de tiempo, es recomendable pero no siempre se acata, y hay comedias que narran la vida entera de un individuo, si bien recomendaba hacer coincidir el paso del tiempo con los entreactos. Con respecto a la de lugar, no se acata en absoluto.
Es más, Lope de Vega no respeta una cuarta unidad, la unidad de estilo o decoro que se encuentra también esbozada en Aristóteles, y mezcla en su obra lo trágico y lo cómico y se vale de un teatro polimétrico que utiliza distintos tipos de verso y estrofa, según el fondo de lo que se está representando. Utiliza el romance cuando un personaje hace relaciones, esto es, cuenta hechos; la octava real cuando se trata de hacer relaciones lucidas o descripciones; redondillas y quintillas cuando se trata de diálogos; sonetos cuando se trata de monólogos introspectivos o esperas o cuando los personajes deben cambiar de traje entre bambalinas; décimas si se trata de quejas o lamentos. El verso predominante es el octosílabo, algo menos el endecasílabo, seguidos de todos los demás. Se trata, pues, de un teatro polimétrico y poco académico, a diferencia del teatro clásico francés, y en ese sentido se parece más al teatro isabelino.
Por otra parte, domina el tema sobre la acción y la acción sobre la caracterización. Los tres temas principales de su teatro son el amor, la fe y el honor, y se encuentra entreverado de hermosos intermedios líricos, muchos de ellos de origen popular (Romancero, lírica tradicional). Se escogen preferentemente los temas relacionados con la honra («mueven con fuerza a toda gente», escribe Lope) y se rehúye la sátira demasiado descubierta.
Lope se cuidaba especialmente del público femenino, que podía hacer fracasar una función, y recomendaba «engañar con la verdad» y hacer creer al público en desenlaces que luego no ocurrían al menos hasta mitad de la tercera jornada; recomendaba algunos trucos, como travestir a las actrices con disfraz varonil, cosa que excitaba la imaginación libidinosa del público masculino y que en el futuro se extendería en el teatro cómico universal como un ardid de guion habitual en la comedia de todos los tiempos: la guerra de sexos, esto es, trastocar los roles masculino y femenino. Mujeres impetuosas que se comportan como hombres y hombres indecisos que se comportan como mujeres. Todos estos preceptos recomienda Lope a quienes quieren seguir su fórmula dramática en su Arte nuevo de hacer comedias en este tiempo (1609), escrito en verso blanco salteado de pareados para una academia literaria.

### Lope contra los editores de sus obras teatrales
Lope se quejó frecuentemente de que los manuscritos que entregaba a los «autores» (empresarios teatrales, en la lengua de la época) eran alterados, desfigurados, cortados y adaptados y, con frecuencia, llevados a la imprenta sin su permiso tal cual habían quedado. Así ocurría desde que en 1604 empezaron a editarse Partes de sus obras dramáticas. Por boca de Belardo dice Lope en Los burgaleses de Lerma (1613):

Y como por las primeras / estampas corren ligeras, / yo vengo a ser el jabón: / mías las señales son / y suyas son las tijeras.

Cansado de que se imprimieran sin el menor cuidado ni corrección, pleiteó contra el editor Francisco de Ávila, que preparó la edición de la Sexta parte de sus Comedias y la Flor de las comedias de diferentes autores, ambos de 1615, intentando evitar que publicase las Partes séptima y octava sin su revisión previa; pero Ávila ganó el pleito fundándose en los derechos adquiridos cuando compró los manuscritos originales a los «autores» Baltasar de Pinedo y Luis de Vergara, a quienes se los había vendido Lope. 
De ello se quejó amargamente el Fénix cuando consiguió editar él mismo sus comedias ya a partir de la Parte novena, de 1617; en su prólogo lamentaba «la crueldad con que despedazan mi opinión algunos intereses» y, para evitarlo, continuó editando sus propias comedias hasta el volumen XX. Desde que lo condenaron por libelo, Lope nunca tuvo confianza alguna en los tribunales; dedica a los pleitos un irónico soneto en sus Rimas humanas y divinas:

Pleitos, a vuestros dioses procesales / confieso humilde la ignorancia mía; / hacéis de la esperanza anatomía, / hasta lo judicial perjudiciales.

Y en la comedia Amistad y obligación, habla por boca de Belardo:

Perdona el dejarte así / y que la Corte no vea, / que temo que hasta el aldea / venga algún pleito tras mí... / Antes huyo de la gente; / que con no ser delincuente / todo se me antoja vara. / No hay pilar que no imagine / que es algún procurador; / allá me estaré mejor. / ¡Dios tus cosas encamine!

Una prohibición en 1625 de editar comedias y entremeses obstaculizó su propósito; entonces, como otros autores, consiguió burlar la ley publicándolas sueltas dentro de misceláneas poéticas como La Filomena, La Circe, El laurel de Apolo y La vega del Parnaso (en la que incluyó nada menos que ocho) hasta que se levantó al fin la prohibición en 1634. Lope había preparado ya las partes XXI a XXIV, pero falleció antes de verlas impresas.

### Clasificación y principales obras dramáticas
Las obras dramáticas de Lope fueron compuestas solo para la escena y el autor no se reservaba ninguna copia. El ejemplar sufría los cortes, adecuaciones, ampliaciones y retoques de los actores, algunos de ellos escritores de comedias también.

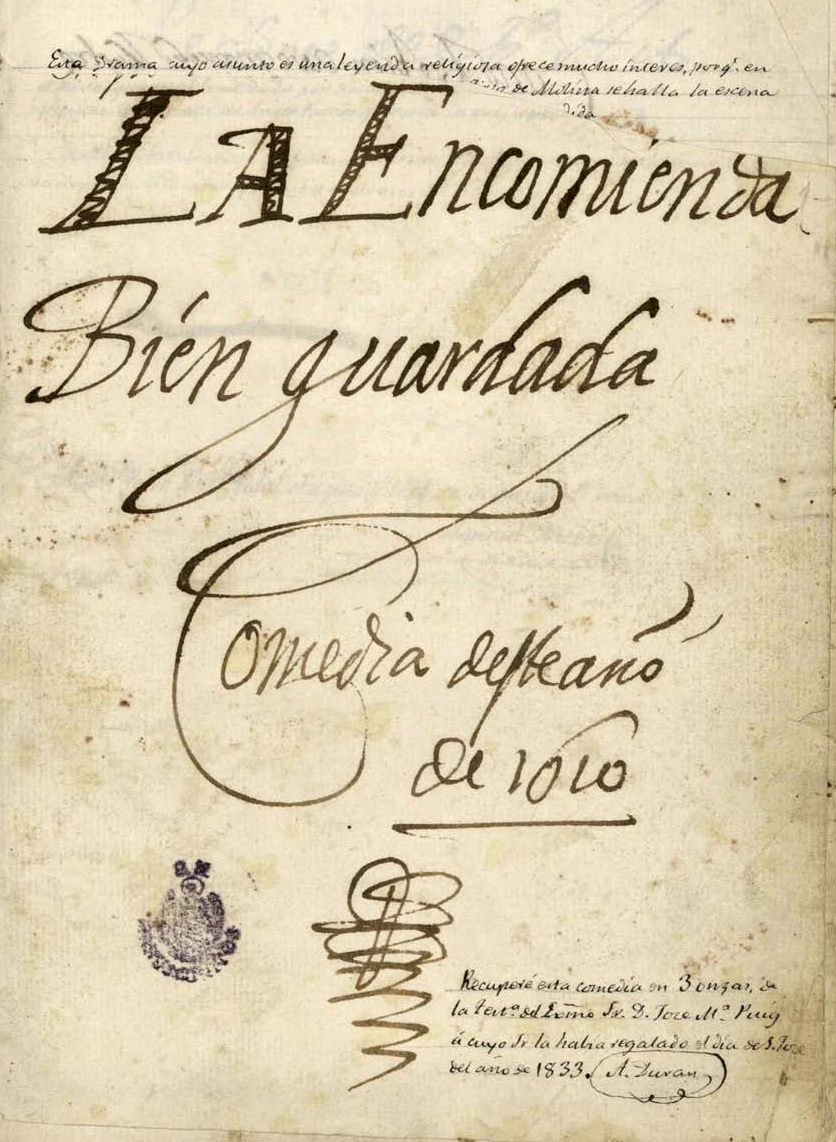
Manuscrito autógrafo de Lope de Vega de La encomienda bien guardada, firmado y fechado el 16 de abril de 1610, que tituló en páginas interiores y en su publicación en la Décima quinta parte de sus comedias (1621) La buena guarda.

Entre 1604 y 1647 se publicaron veinticinco tomos de Partes que recopilan las comedias de Lope, aunque los primeros salieron a la luz sin el consentimiento del dramaturgo. Este solo tomó las riendas de la edición de su propia obra a partir de la Parte IX (1617) y hasta su muerte, cuando tenía en imprenta las partes XXI y XXII. Juan Pérez de Montalbán, escritor de comedias discípulo suyo, afirma en su Fama póstuma que escribió unas mil ochocientas comedias y cuatrocientos autos sacramentales, de las que se ha perdido una gran parte. El propio autor fue más modesto y en sus obras estimó que había escrito unas mil quinientas, lo que puede entenderse incluyendo incluso los autos sacramentales y otras obras escénicas; pero aun así resulta una cifra muy crecida. Para explicarlo Charles Vincent Aubrun ha supuesto que el dramaturgo solo trazaba el plan y componía algunas escenas sueltas, mientras que otros poetas y actores de su taller completaban la obra; sin embargo, los poetas de la época no tenían empacho en declarar su autoría en obras en colaboración de hasta tres ingenios, así que no puede sostenerse ese punto de vista, por más que la fama del autor hiciese prudente ocultar sus ayudas para vender mejor la obra. Rennert y Castro hicieron un serio estudio que concluye que la megalómana cifra anda exagerada y que se le pueden atribuir con firmeza 723 títulos, de los cuales 78 son de atribución dudosa o errada y 219 se han perdido, así que el repertorio dramático de Lope se reduciría a 426 piezas. No obstante, Morley y Bruerton, valiéndose, aunque no exclusivamente, de criterios métricos que después se han comprobado muy seguros, estrecharon aún más los criterios y establecieron indudablemente como suyas 316 comedias, 73 como dudosas y 87 que, comúnmente atribuidas a Lope, no son suyas.
La lista de comedias notables es ciertamente muy crecida. Pueden citarse La discreta enamorada, El acero de Madrid, Los embustes de Celauro, El bobo del colegio, El amor enamorado, Las bizarrías de Belisa, La malcasada, La esclava de su galán, La niña de plata, El arenal de Sevilla, Lo cierto por lo dudoso, La hermosa fea, Los milagros del desprecio, El anzuelo de Fenisa, El rufián Castrucho, El halcón de Federico, La doncella Teodor, La difunta pleiteada, La desdichada Estefanía, El rey don Pedro en Madrid...
De todas estas se reconocen como obras maestras solo un par de docenas, si bien en toda obra de Lope siempre hay alguna escena que delata su genialidad. Entre esas dos docenas se encuentran sin duda Peribáñez y el comendador de Ocaña (1610), Fuenteovejuna (1612-1614), La dama boba (1613), Amar sin saber a quién (1620-1622), El mejor alcalde, el rey (1620-1623), El caballero de Olmedo (1620-1625), El castigo sin venganza (1631), El perro del hortelano, El villano en su rincón, El duque de Viseo o Lo fingido verdadero.
El caballero de Olmedo es una de sus obras más líricas, a la vez que trágica. Está dividida en tres episodios, que se corresponden con el planteamiento, el nudo y el desenlace. Don Alonso (caballero de Olmedo) le pide ayuda a su criado Tello para conquistar a Inés; de ese modo, Tello entra en contacto con Fabia (dotada de rasgos celestinescos), que ayuda a estos dos para que se «correspondan» y se lleguen a casar. Sin embargo, Rodrigo y su hermano Fernando tratarán de impedirlo. Por fatal desenlace, Alonso muere cerca de un arroyo cuando se dirigía a Olmedo, aun siendo avisado por sueños, etc., en manos de Rodrigo, pero Tello pide justicia al rey, que los condena a muerte.
Marcelino Menéndez Pelayo, uno de los primeros editores de su teatro, usando por criterio la temática de estas obras y sus fuentes, separó las obras de Lope en once bloques, aunque su clasificación se presenta algo confusa porque a veces se puede clasificar en dos o más categorías una misma comedia:
- 1. Dramas heroicos y de honor; poseen temas de historia nacional y personajes reales, e ideas nacionalistas y protodemocráticas; se idealiza a los labradores ricos (Peribáñez y el comendador de Ocaña, 1605-12) o a los campesinos, como en Fuenteovejuna (1612-14), este último caracterizado por tener un protagonista colectivo, como en la Numancia (1585) cervantina o Los persas de Esquilo. Obras: Los comendadores de Córdoba (1598), El mejor alcalde, el rey (1620-23), El rey don Pedro en Madrid (1618), Audiencias del rey don Pedro (1613-20) y La estrella de Sevilla (1623), considerada de Lope hasta 1920.
- 2. Temas de honor y venganza. Los comendadores de Córdoba, El médico de su honra —no el de Calderón—, El alcalde de Zalamea —no el de Calderón—, Las paces de los reyes y judía de Toledo (1610-12), sobre Alfonso VIII, que dio tema a las piezas de Antonio Mira de Amescua, Juan Bautista Diamante y el austriaco Franz Grillparzer; El castigo sin venganza, inspirado en un relato («novella») de Mateo Bandello; El castigo del discreto (1598-1601); Las ferias de Madrid (1585-89); La locura por la honra (1610-12); El bastardo Mudarra (1612), inspirada en el Cantar de los siete infantes de Lara del siglo X, que se parece a una obra de Juan de la Cueva sobre el mismo tema y tiene puntos en común con la Electra de Sófocles y El rey Lear de Shakespeare.
- 3. Dramas de historia de España: Las almenas de Toro (1612-13), única obra lopesca que trata el tema del Cid. El mejor alcalde el rey (Alfonso VII). El mejor mozo de España (sobre Fernando el Católico). El cerco de Santa Fe (Granada). Los Guanches de Tenerife (sobre la Conquista de Canarias). A veces se cruzan con el tema anterior, como en La campana de Aragón (h. 1600), que recoge la leyenda de venganza de la Campana de Huesca e historia también los reinados de Pedro I de Aragón, Alfonso I el Batallador y Ramiro II el Monje. Lope siempre tuvo afición al género histórico e incluso pretendió ser cronista real con poca fortuna; escribió en la dedicatoria de La campana de Aragón que:

La fuerza de la historia representada es tanto mayor que leída cuanta diferencia se advierte de la verdad a la pintura y del original al retrato, porque en un cuadro están las figuras mudas y en una sola acción las personas... Pues, con esto, nadie podrá negar que las famosas hazañas o sentencias referidas al vivo con sus personas no sean de grande efecto para renovar la fama desde los teatros a la memoria de las gentes, donde los libros lo hacen con menor fuerza y mayor dificultad y espacio.

Lope de Vega se documentaba para las comedias de historia nacional en diversas crónicas históricas, en especial en frey Francisco de Rades y Andrada y su Crónica de las tres órdenes y caballerías de Santiago, Calatrava y Alcántara, de la que salió, por ejemplo, el argumento de Fuenteovejuna, o la Crónica de Enrique IV de Alfonso de Palencia. El argumento de La divina vencedora procede de la Crónica de Fernando III y de la cantiga 185 de Alfonso X El Sabio.
- 4. Dramas basados en el Romancero. Durante el siglo XVI y XVII las colecciones de romances se hicieron muy populares y se imprimieron (Romancero general, 1600), coleccionaron y cantaron muchos, componiéndose incluso el llamado Romancero nuevo.  A los españoles les fascinaba oír los romances incompletos en los dramas y Guillén de Castro impuso el modelo de este tipo de comedias escribiendo Las mocedades del Cid; Lope correspondió con El caballero de Olmedo (1622), sobre tiempos de Juan II (1406-54), y otras comedias.
- 5. Dramas de asuntos extranjeros.  El duque de Viseo (1608-09), Roma abrasada (1598-1600), El gran duque de Moscovia (1606) y La reina Juana de Nápoles (1597-1603).
- 6. Comedias de costumbres, sobre estereotipos culturales españoles y costumbres urbanas, campesinas o simplemente malas, de intención satírica y moral. El villano en su rincón (1614-1616), sobre la vida rural de Juan Labrador, glorifica el tópico literario del beatus ille, etc.  Castelvines y Monteses (1606-12) se funda en una novela de Mateo Bandello que utilizó también Shakespeare para su Romeo y Julieta, aunque en la obra de Lope los amantes terminan casándose y las familias quedan en paz; y Hartzenbusch, ya en el XIX; Los novios de Hornachuelos.  Muchas son llamadas también comedias urbanas o comedias palatinas
- 7. Las comedias de capa y espada tienen por personajes a la aristocracia y la alta burguesía, y sus intrigas son siempre amorosas y cómicas, sin venganzas sangrientas, de forma opuesta al drama de honor: La noche de San Juan (1631) fue escrita en una hora.
- 8. Comedias de enredo, en las que las mujeres son los personajes principales: La dama boba (1613), Los melindres de Belisa (1608), Las bizarrías de Belisa (1634), El perro del hortelano (1613), El acero de Madrid (1610), La viuda valenciana (1604) y La mal casada (1610-15). En estas comedias terminaría por hacerse un maestro su discípulo Tirso de Molina.
- 9. Dramas bucólicos o pastoriles.  De imitación italiana renacentista, inspiradas en La Arcadia de Jacopo Sannazaro, las Églogas de Juan del Encina y Garcilaso de la Vega, la Diana de Jorge de Montemayor etc. El pastor Fido (1585), por ejemplo, se inspira en la famosa novela pastoril de Guarini.
- 10.  De asunto mitológico; utilizan como material las Metamorfosis de Ovidio, y son dramas cortesanos representados para la alta aristocracia, incluso para los mismos reyes o nobles, quienes a veces actuaban en ellas. Disponían de más aparato escenográfico y a veces incluso de música. También eran llamadas comedias de teatro, comedias de cuerpo o comedias de ruido, con finales deus ex machina: Adonis y Venus, El vellocino de oro (1620), El laberinto de Creta (1612-15).
- 11.  Dramas religiosos, de historia vetero o neotestamentaria, de vidas de santos o de leyendas piadosas; muchas se representaban en los días de la festividad de un santo: La creación del mundo (1631-35), La hermosa Ester (1610), Barlán y Josafat (1611, sobre la versión occidental de la leyenda de Buda), El divino africano (1610), sobre la vida de san Agustín, San Isidro de Madrid (1604-06), San Diego de Alcalá (1613), y autos sacramentales, todavía poco evolucionados hacia las abstractas y espectaculares psicomaquias de Pedro Calderón de la Barca, como El tirano castigado, obra de la que se conserva hoy una copia manuscrita de Ignacio de Gálvez.

Aubrun reduce la categoría temática de la comedia lopesca a tres temas: el amor, el honor y la fe. Francisco Ruiz Ramón, sin embargo, prefiere hablar de dramas del poder injusto entre un noble y un plebeyo o un plebeyo y el rey, o el rey y el noble; de dramas de honor y de dramas de amor. Otra clasificación distingue entre obras cómicas y dramas, con distintos subgrupos en cada uno:
- Obras cómicas:
  - Comedias de enredo que terminarán llamándose de capa y espada: La dama boba, El rufián Castrucho o El galán Castrucho, Los locos de Valencia, La viuda valenciana, La discreta enamorada, El acero de Madrid, Las bizarrías de Belisa.
  - Comedias palatinas, en las que el enredo se traslada al ambiente cortesano y aristocrático, precedentes de la alta comedia: Servir a señor discreto, El perro del hortelano, El villano en su rincón, la más filosófica de las tres.
  - Comedias pastoriles, en las que suele aparecer el autor bajo el nombre de Belardo: El verdadero amante, La pastoral de Jacinto, Belardo furioso, La Arcadia.
- Dramas:
  - Dramas histórico-legendarios:
    - De tema estrictamente histórico: El esclavo de Roma, El nuevo mundo descubierto por Colón, Don Juan de Austria en Flandes.
    - Inspiradas en el Romancero como Las mocedades de Bernardo, El bastardo Mudarra y Siete infantes de Lara, Las paces de los reyes y judía de Toledo o del ciclo carolingio como La mocedad de Roldán, El marqués de Mantua y Ursón y Valentín.
    - Inspiradas en las crónicas, como El rey don Pedro en Madrid o El infanzón de Illescas.
    - Inspiradas en fuentes literarias independientes, como la comedia morisca El remedio en la desdicha, sobre la historia de Abindarráez y la hermosa Jarifa.
    - Tragedias, correspondientes la mayoría a lo que llamamos drama de honor: Fuenteovejuna, Peribáñez y el comendador de Ocaña, El mejor alcalde, el rey, La estrella de Sevilla, de dudosa autoría, El castigo sin venganza y El caballero de Olmedo.
    - Comedias mitológicas, como Las mujeres sin hombres, El vellocino de oro, El marido más firme, sobre los mitos respectivamente de las amazonas, Jasón y Orfeo.
    - Bíblicas: La creación del mundo y primera culpa del hombre, sobre Caín y Abel, Los trabajos de Jacob, La historia de Tobías, La hermosa Ester.
    - De santos: la trilogía dedicada al patrono de Madrid: San Isidro labrador de Madrid, La niñez de San Isidro y La juventud de San Isidro, La buena guarda.
    - Autos, como La maya o La siega.

### La escuela dramática de Lope de Vega
Muchos dramaturgos se apuntaron a las novedades de Lope de Vega e incluso perfeccionaron su modelo. Entre los mejores seguidores estuvieron Guillén de Castro, Antonio Mira de Amescua, Luis Vélez de Guevara y su hijo, Juan Vélez de Guevara, Juan Ruiz de Alarcón y Tirso de Molina (a este último, gran imitador de sus comedias de enredo, le dedicó su comedia metateatral Lo fingido verdadero, de hacia 1608). Figuras menores fueron Miguel Sánchez, Damián Salucio del Poyo (a quien dedicó su «tragicomedia» Los muertos vivos, datable entre 1599 y 1602), Andrés de Claramonte, Felipe Godínez, Diego Jiménez del Enciso, Rodrigo de Herrera, Alonso Jerónimo de Salas Barbadillo, Jerónimo de Villaizán, Juan Pérez de Montalbán (a quien dedicó Lope su comedia La francesilla, de en torno a 1596), Luis Belmonte Bermúdez, Antonio Hurtado de Mendoza, Alonso de Castillo Solórzano, Alonso Remón y Jacinto de Herrera, por no mencionar una innumerable serie de ingenios de tercer orden.

## Biógrafos
Sobre Lope de Vega se han escrito muchos libros, de forma que ha llegado a desarrollarse una rama entera de la filología hispánica, el Lopismo. El primero en hacerlo fue su discípulo, amigo íntimo y admirador Juan Pérez de Montalbán en su Fama póstuma (1636). Otros escritores que lo han hecho son Cayetano Alberto de la Barrera y Leirado (Madrid, 1890), Hugo Rennert y Américo Castro (Madrid, 1919, con una segunda edición a la que se agregan las notas de Fernando Lázaro Carreter, Salamanca: Anaya, 1969), Karl Vossler (Lope de Vega y su tiempo, Madrid, 1940), Luis Astrana Marín (La vida azarosa de Lope de Vega, Barcelona, 1941), Joaquín de Entrambasaguas (Vivir y crear de Lope de Vega, Madrid, 1946), Federico Carlos Sainz de Robles (El otro Lope de Vega), Ramón Gómez de la Serna (Lope viviente) y Ángel Flores (Vida de Lope de Vega).

## Obras
(La lista está incompleta, debido sobre todo a lo ingente de su producción teatral).

### Lírica
- Romancero general (1600, donde se recogen romances de varios autores)
- La hermosura de Angélica, con otras diversas rimas (1602)
- Rimas (1604; 1609 añadida con el Arte nuevo de hacer comedias...)
- Cuatro soliloquios o Soliloquios (poesía religiosa, 1612)
- Rimas sacras (1614)
- Romancero espiritual (1619)
- Justa poética en honor de san Isidro (prosas y versos, 1620)
- La Filomena con otras diversas rimas, prosas y versos (1621)
- Fiestas en la canonización de san Isidro (prosas y versos, 1622)
- La Circe con otras rimas y prosas (1624)
- Triunfos divinos, con otras rimas (1625)
- Soliloquios amorosos (prosas y versos, 1629)
- Laurel de Apolo (1630)
- Amarilis (égloga, 1633)
- Rimas humanas y divinas del licenciado Tomé de Burguillos (1634)
- Filis (égloga, 1635)
- La Vega del Parnaso (obras póstumas misceláneas, con predominio de poesía lírica, 1637)[51]

### Épica
- La Dragontea (epopeya histórica, 1598)
- Isidro (epopeya hagiográfica, 1599)
- Fiestas de Denia (1599)
- La hermosura de Angélica, con otras diversas rimas (1602)
- La Jerusalén conquistada (1609)
- Corona trágica (1627)
- La Gatomaquia (epopeya burlesca, 1634)

### Novela bizantina
- El peregrino en su patria (1604)

### Novela pastoril
- La Arcadia (1598)
- Pastores de Belén (novela pastoril a lo divino, 1612)

### Novela celestinesca
- La Dorotea (novela dialogada, 1632)

### Novela corta
- Novelas a Marcia Leonarda. Es el título con que se editan en la actualidad cuatro novelle: «Las fortunas de Diana» (publicada en La Filomena, 1621), «La desdicha por la honra», «La más prudente venganza» y «Guzmán el Bravo» (publicadas en La Circe, 1624).

### Teatro
En la selección se incluyen todas las obras mencionadas por Edward M. Wilson y Duncan Moir, en el capítulo tercero «El teatro de Lope de Vega» de su Historia de la literatura española, vol. 3: Siglo de Oro: teatro (Ariel). Las dataciones proceden (salvo indicación de otra fuente) de la base de datos del teatro de Lope de Vega Artelope y constituyen en general el término ad quem.

#### Preceptiva
- Arte nuevo de hacer comedias en este tiempo (1609)

#### Comedias de capa y espada
- Las ferias de Madrid (comedia picaresca, 1585-1588)
- El caballero del milagro (1593)
- La viuda valenciana (1595-1600)
- El vaquero de Moraña (comedia y drama histórico, 1599-1603)
- El sufrimiento premiado (1603)[66]
- La prueba de los amigos (1604)
- La noche toledana (1605)
- El anzuelo de Fenisa (comedia picaresca, 1606)
- La discreta enamorada (1606)
- El acero de Madrid (1608)
- Los melindres de Belisa (1608)
- La niña de plata (1610-12)
- Servir a señor discreto (1610-1612)
- La dama boba (1613)
- La malcasada (1615)
- Santiago el verde (1615)
- El galán de la Membrilla (1615)
- El sembrar en buena tierra (1616)
- La moza de cántaro (1618)
- La cortesía de España (1619)
- Quien todo lo quiere (1620)
- Los locos de Valencia (1620)
- Amar sin saber a quién (1620-1622)
- ¡Ay, verdades que en amor! (1625)
- Sin secreto no hay amor (1626)
- La noche de San Juan (1631)
- Las bizarrías de Belisa (1634)

#### Comedias palatinas
- Los embustes de Fabia (de historia antigua, 1588-1595)
- Los donaires de Matico (1596)
- La quinta de Florencia (drama palatino, 1600)
- Castelvines y Monteses (1606-1612)
- La discordia en los casados (1611)
- El perro del hortelano (1613)
- El valor de las mujeres (1616)
- Amor, pleito y desafío (1621)
- Los Tellos de Meneses (1620-1628)
- La hermosa fea (1630-1632)

#### Pastoriles
- El pastor Fido (1585)
- Belardo el furioso (1586-1595)
- El verdadero amante (1588-1595, si bien Lope afirmaba que la compuso c. 1575, con unos 13 años)
- La Arcadia (1615)

#### Caballerescas
- Los celos de Rodamonte (antes de 1596)
- El marqués de Mantua (1596)
- La mocedad de Roldán (1599-1603)
- Mujeres y criados (1613-1614)

#### Bíblicas
- La historia de Tobías (1609)
- La hermosa Ester (1610)
- El robo de Dina (1615-1622)
- Los trabajos de Jacob (1620-1630), también titulada Sueños hay que verdad [o verdades] son
- La creación del mundo y primer culpa del hombre (1630-1635)

#### De santos
- Comedia de San Segundo (1594)
- San Isidro de Madrid (1604-1606)
- Lo fingido verdadero (1608)
- La buena guarda (1610)
- El divino africano (1610)
- San Diego de Alcalá (1613)
- La vida de San Pedro Nolasco (1635)
- Vida de San Julián de Alcalá de Henares (1638)

#### Mitológicas, cortesanas y zarzuela
- Adonis y Venus (1597-1603)
- El laberinto de Creta (1610-1615)
- Barlán y Josafat (1611)
- La fábula de Perseo o la bella Andrómeda (1611-1615)
- El marido más firme (1620)
- La bella Aurora (1620-1625)
- El vellocino de oro (1622)
- La selva sin amor (1629)
- El amor enamorado (1630)

#### Tragedias y dramas históricos
- Los comendadores de Córdoba (1596)
- El remedio en la desdicha (drama morisco, 1596)
- Vida y muerte del rey Bamba (1598), también titulada El rey Bamba o simplemente Bamba.
- Roma abrasada (1598-1600)
- La piedad ejecutada (1599-1602), también titulada Pimenteles y Quiñones
- El postrer godo de España (1600), también titulada El último godo
- La imperial de Otón (1600)
- El castigo del discreto (c. 1600)
- La campana de Aragón (c. 1601)
- La reina Juana de Nápoles (1597-1603)
- Los Guanches de Tenerife y Conquista de Canaria (c. 1604)
- El gran duque de Moscovia (1606), también titulada El gran duque de Moscovia y emperador perseguido
- Peribáñez y el comendador de Ocaña (1605-1608)
- El duque de Viseo (1609)
- El villano en su rincón (1611)
- Los ponces de Barcelona (1610-1612)
- El bastardo Mudarra (1612)
- La locura por la honra (1612)
- Las paces de los reyes y judía de Toledo (1612)
- Las almenas de Toro (1613)
- El Asalto de Mastrique por el Príncipe de Parma (1614). Tragicomedia.[67]
- Fuenteovejuna (1614)
- El niño inocente de La Guardia (1617)
- La discreta venganza (1620)
- El mejor alcalde, el rey (1620-1623)
- El caballero de Olmedo (1620-1625)
- Porfiar hasta morir (1628)
- Contra valor no hay desdicha (1625-1630)
- El castigo sin venganza (1631)

#### Autos sacramentales
- La adúltera perdonada (1608)
- El pastor lobo y cabaña celestial
- La venta de la zarzuela
- La siega
- La maya

#### Descubrimiento tardío
En enero de 2023, una obra hasta entonces anónima en la colección de la Biblioteca Nacional de España, La francesa Laura, fue identificada con ayuda de la inteligencia artificial como otra comedia de Lope de Vega. La comedia fue atribuida a la obra tardía de Lope de Vega y fechada de 1628 a 1630. Investigaciones posteriores de históricos de la literatura confirmaron el resultado de la inteligencia artificial.

## Ediciones de obras de Lope de Vega
- Obras completas, edición de Jesús Gómez y Paloma Cuenca (comedias) y Antonio Carreño (poesía y prosa). Madrid: Biblioteca Castro. Hasta ahora (2023) incluye: 16 vols. de Comedias, 1 de Ocho comedias magistrales, 6 de Poesía y 3 de Prosa
- Lope de Vega, Comedias de…, edición de PROLOPE (UAB), Partes I-X, varios coordinadores y editores, Lérida, Milenio-Universitat Autònoma de Barcelona, (1997-2010).
- Lope de Vega, Comedias, edición de PROLOPE (UAB), Partes XI-XVIII, varios coordinadores y editories, Madrid, Gredos (2012-2019).
- Historias de Lope de Vega, adaptación de María Luz Morales, Madrid, Anaya. Colección "Biblioteca Araluce". ISBN 84-207-8289-0 e ISBN 978-84-207-8289-8.
- Colección de las obras sueltas así en prosa como en verso de Frey Lope Félix de Vega Carpio, Madrid, Arco Libros, 2001. Segunda edición (21 volúmenes). ISBN 84-7635-062-7 e ISBN 978-84-7635-062-1.
- Lope de Vega, Mujeres y criados, edición de Alejandro García Reidy, prólogo de Alberto Blecua, Madrid, Gredos, 2014 (ISBN 9788424928186).
- Obras escogidas, Madrid, Aguilar. ISBN 84-03-00990-9 e ISBN 978-84-03-00990-5.
- Cancionero musical de Lope de Vega, Madrid, Consejo Superior de Investigaciones Científicas, 1986. Colección "Cancioneros musicales de poetas españoles del Siglo de Oro, 2-4". ISBN 84-00-06207-8 e ISBN 978-84-00-06207-1.
- Epistolario, Madrid, Real Academia Española, 1989. ISBN 84-600-7292-4 e ISBN 978-84-600-7292-8.
- Antología poética, Barcelona, Orbis, 1994. ISBN 84-402-1624-6 e ISBN 978-84-402-1624-3.
- Lírica, Madrid, Castalia, Tercera edición. Colección Clásicos Castalia, 1999. ISBN 84-7039-318-9 e ISBN 978-84-7039-318-1.
- Obras poéticas, ed. lit. José Manuel Blecua, Barcelona, Planeta, 1983.
- Rimas, ed. lit. Felipe B. Pedraza Jiménez, Ciudad Real, Universidad de Castilla-La Mancha, 1993.
- Rimas humanas y otros versos, ed. lit. Antonio Carreño, Barcelona, Crítica, 1998.

## Lope como personaje literario
Aunque el propio Lope se solía tomar por personaje secundario en sus propias obras bajo el nombre de «Belardo», también fue personaje principal y protagonista de las piezas teatrales El fénix de los ingenios (1853) de Tomás Rodríguez Rubí y de Don Lope de Vega Carpio de Manuel García Muñoz. En su juventud se inspira el filme Lope dirigido por Andrucha Waddington (2010).

## Controversias
En España en julio de 2023, el partido político Vox exigió que se retirara la representación de su obra La villana de Getafe por las insinuaciones sexuales de ese particular montaje, que incluía un falo y una vulva gigante como elementos decorativos en el escenario, considerándolo "una perversión de la obra".